# 京都市立立誠小学校
京都市立立誠小学校（きょうとしりつりっせいしょうがっこう）は、現在の京都府京都市中京区蛸薬師通河原町東入備前島町にあった公立小学校。学制創設以前の1869年に開校したいわゆる番組小学校のひとつであり、1927年に完成した鉄筋コンクリート造校舎が現在、立誠ガーデン ヒューリック京都として現存している。この京都市内に現存する最古の鉄筋コンクリート造校舎は元・立誠小学校と呼ばれ、1993年3月の閉校後にもさまざまなイベントに使用されている。

## 沿革

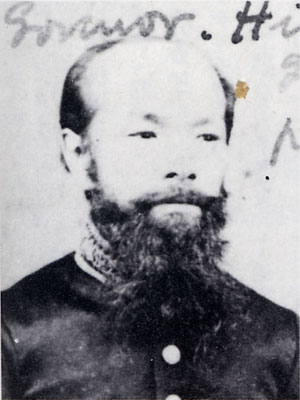
立誠校と命名した槇村正直京都府知事

### 校名の変遷
- 1869年（明治2年） : 下京 第六番組小学校として開校
- 1872年（明治5年） : 下京 第六区小学校
- 1874年（明治7年） : 三川学校
- 1877年（明治10年） : 立誠小学校
- 1887年（明治20年） : 下京 第六尋常小学校
- 1892年（明治25年） : 京都市 立誠尋常小学校
- 1941年（昭和16年） : 京都市 立誠国民学校
- 1947年（昭和22年） : 京都市立 立誠小学校

出典 : 『閉校記念誌 立誠』

### 出来事
- 1869年（明治2年） : 河原町三条の大黒町にある私塾で開校
- 1907年（明治40年） : 屋内体操場・教室を新築
- 1908年（明治41年） : 講堂を新築
- 1924年（大正13年） : 新京極の大火により校舎が類焼
- 1928年（昭和3年） : 高瀬川河畔の木屋町蛸薬師に移転、鉄筋コンクリート造校舎完成
- 1993年（平成5年） : 高倉東小学校と統合[注釈 1]、立誠小学校は閉校

### 小学校の歴史

#### 旧校地時代（河原町三条）

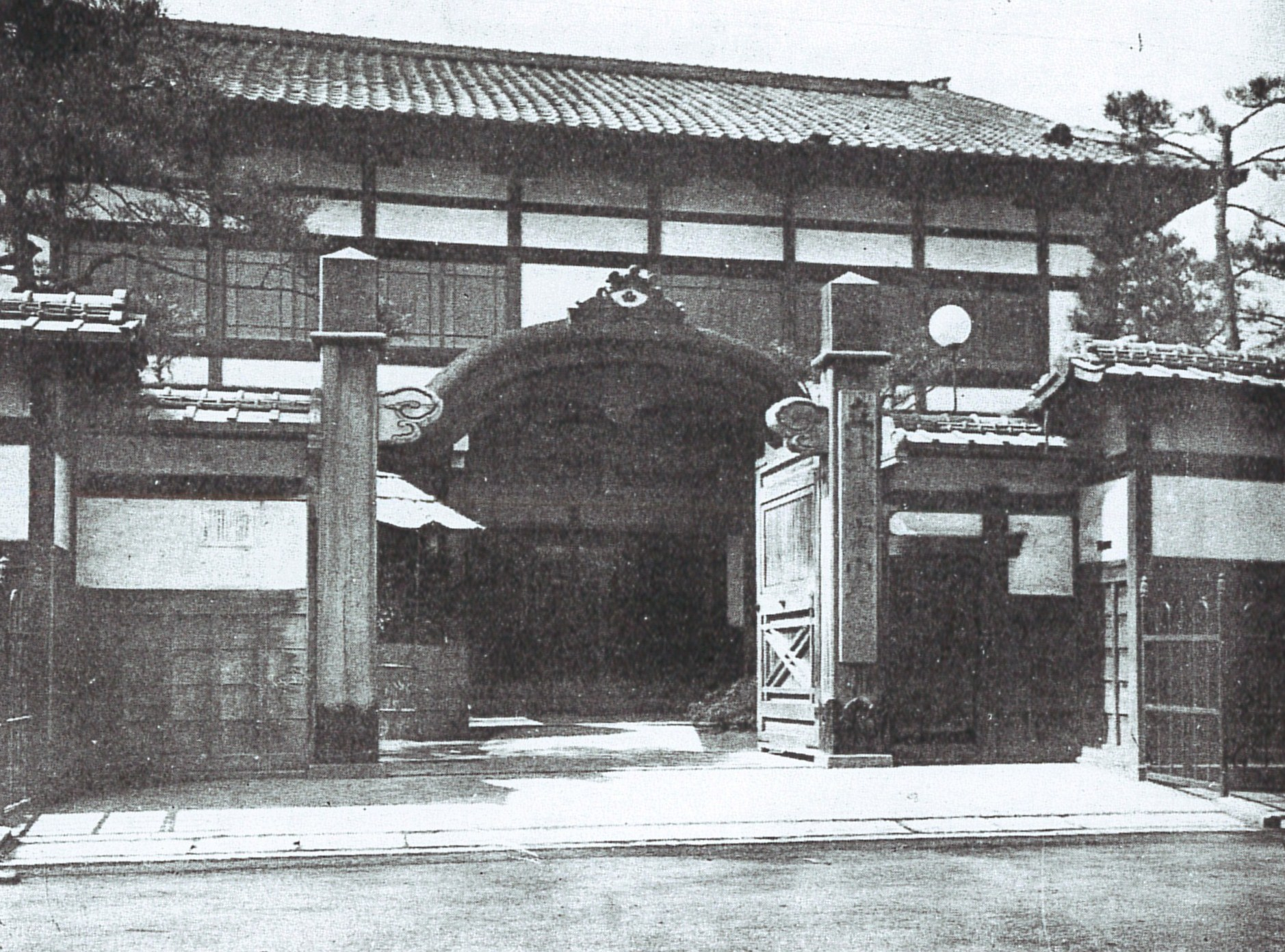
旧校地時代の立誠校

##### 開校と相次ぐ拡張
明治2年（1869年）11月1日、河原町三条下ル大黒町（現・中京区大黒町）に下京第六番組小学校として開校。かつてオランダ屋敷だった私塾を使用した番組小学校である。第六番組小学校の西側には寺町通が通り、江戸時代には芝居小屋が並んでいた京都有数の繁華街だった。明治初期には近隣の寺院が京都府に対して土地を提供し、寺町通と並行する新京極通が開通。1872年には下京第六区小学校と改称し、1874年には三条通と河原町通の中間にあることから三川学校と改称。三川小学校は1877年に拡張工事を行い、第2代京都府知事槇村正直が立誠校と命名した。『論語』の一節にある「立誠而居敬」から命名したとされ、「人に対して親切にして欺かないこと」を意味する。二層の防火楼が建設されたのはこの時期だとされ、明治時代から運動会が行われていたとされる。
1885年にも一棟を増築し、1903年には隣接する私有地を買収して校地拡張と校舎改築を行った。正門は河原町通に面しており、講堂、雨天体操場、教室棟などの施設があった。旧校地時代の運動場はとても狭く、土地にゆとりのあった高瀬川河畔への移転が計画されたが、移転計画は京都市に認可されなかった。

##### 移転問題
1919年には京都市が市内の主要道路を拡築する計画（京都市区改正設計）を立てた。京都市都市計画では木屋町通を「五番線（第5号路線）」として拡幅する計画だったが、後に「五番線」が河原町通に変更されたことで、立誠校の校地が道路用地買収対象となった。この拡幅計画に対しては、立ち退きや敷地の提供などが求められる立誠学区や永松学区の住民が反対運動を起こしている。1923年から1924年にかけて河原町通が拡幅された。
1924年には新京極通の明治座から出火し、近隣の家屋を焼き払ったほか、立誠校の校舎一棟が全焼した。直ちに仮校舎が建設されたが、それまでの約2ヶ月間は教室が不足したため、一部の児童は近隣の生祥校や銅駝校に移った。新校舎の建設計画の際には校地の移転も視野に入ったが、移転賛成派（新校舎建設反対派）と移転反対派（新校舎建設賛成派）が激しく対立。
前述した高瀬川河畔の埋立地はすでに大谷竹次郎（松竹創業者の一人）が買収していたため、立誠校は隣接する誓願寺墓地の買収を計画して新校舎の建設を目指したが、買収費用が高額となることで住民は難を示し、再び移転計画が浮上した。候補地の備前島町には醤油商近江屋井口家の土地、明石博高邸の跡地に造られた料亭共楽館などがあった。移転賛成派と移転反対派の対立が激化し、移転問題は困難を極めたことで、大日本国粋会が賛成派と反対派の仲裁に入ったが、学校側の強情な姿勢に呆れて手を引いてしまった。

#### 新校地時代（高瀬川河畔）

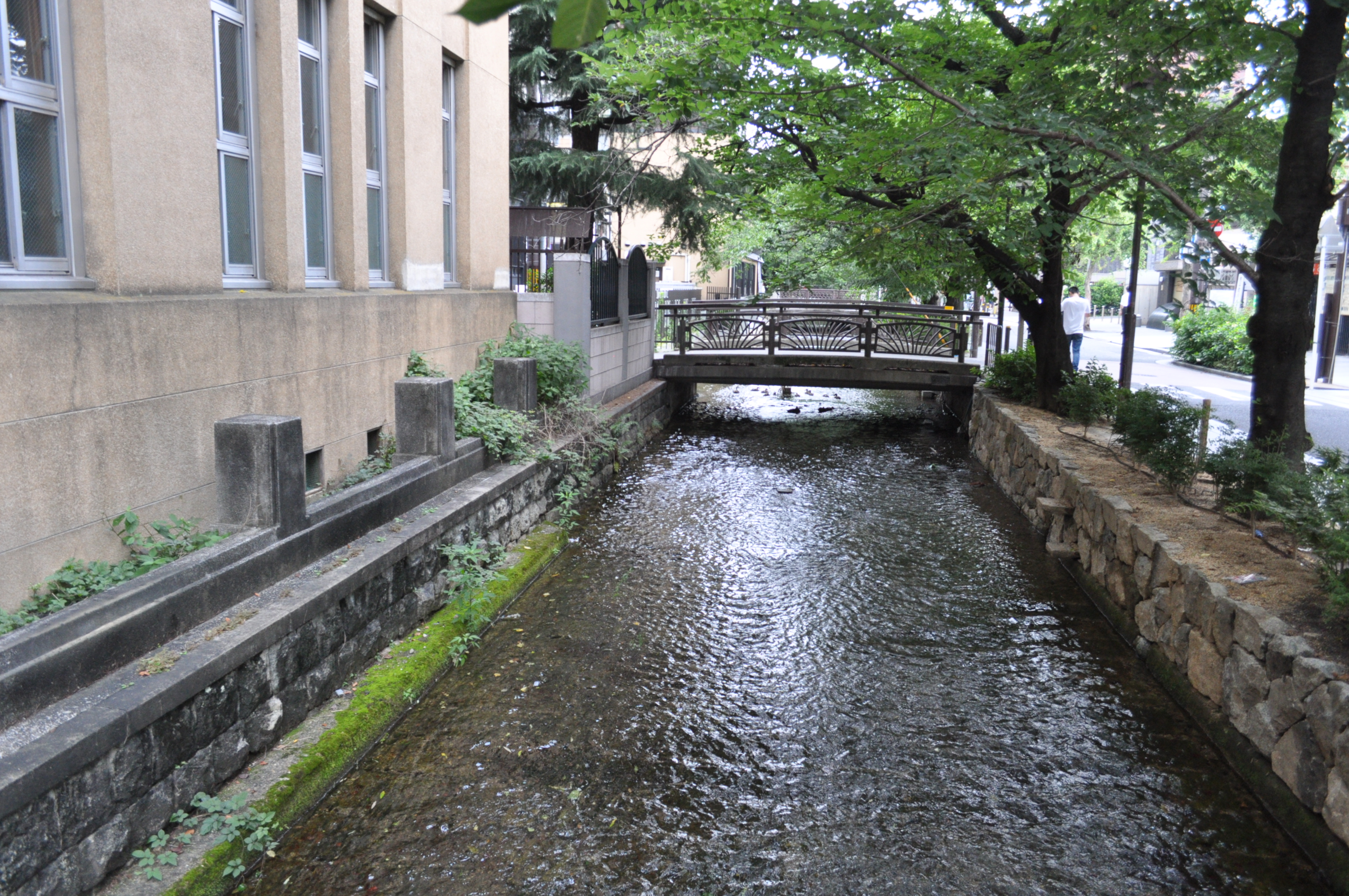
校舎の前を流れる高瀬川（2017年7月17日撮影）

それでも移転問題は旧校地から約200m離れた備前島町への移転遂行で決着を見せた。1926年9月には地鎮祭を終えて着工され、12月には用地買収が完了した。京都市営繕課によって鉄筋コンクリート造3階建・ロマネスク様式の新校舎が設計され、1928年1月21日に竣工した。用地取得費は43万3000円、建設費は38万5380円、総工費は81万5592円であり、当時としては異例とも言えるほど高額な総工費は、住民からの寄付金、家屋税、起債で賄われた。
特別教室の多様さは特色のひとつであり、1階には唱歌教室・地歴教室・図書教室、2階には理化学教室・手工教室・裁縫教室・ミシン教室・児童研究室（計量器室）、3階には修身作法室・舵教室、普通教室に加えて、理科室や地歴室などの特別教室9室、雨天体操場、プールが設けられた。京都市の小学校では初めてプールが設けられ、近隣住民から羨まれる存在だったが、初代プールは横7m×縦15m×深さ1mの貯水池にすぎなかった。このプールは体位の向上や水泳の奨励に寄与し、京都府下の小学校水上競技大会で立誠校の児童は好成績を残した。校舎は北棟と南棟からなり、南棟の東端に講堂兼雨天体操場がある。講堂兼雨天体操場は同時期に成徳校、淳風校、銅駝校にも建設されたが、この4校の中では唯一現存している。

##### 修学旅行
いつ頃から修学旅行が行われていたかは不明だが、大正初期頃には三重県伊勢志摩地方への一泊旅行が行われていた。1925年・1926年には校舎火災の影響で修学旅行自体が中止されているが、1927年には再開した。1931年からは6年生の伊勢志摩旅行に加えて5年生（希望者のみ）が東京へ旅行するようになったが、東京へ旅行する小学校は京都市内で珍しかった。1933年の東京修学旅行では夜行列車で長野県に向かい、1日目に善光寺に参拝して長野市内の旅館に泊まり、2日目には列車で栃木県に向かって日光東照宮に参拝し、3日目に栃木県の旅館を出て東京に向かい、当時としては豪勢だったタクシーでの観光で明治神宮などに参拝。4日目には神奈川県の鎌倉や江ノ島に赴き、横須賀では軍艦三笠を見学。江ノ島の旅館に泊まってから、5日目に京都に戻った。
太平洋戦争の色が濃くなった1943年には修学旅行が日帰りとなり、1944年と1945年には修学旅行自体が中止された。1946年には伊勢神宮に参拝したが、戦後しばらくは宗教色の強い目的地が敬遠されるようになり、旅先が淡路島や四国に変更された。1951年には伊勢・志摩への修学旅行が復活し、一時期は南紀白浜が目的地となったものの、1961年から閉校までは再び伊勢・志摩に旅行した。
修学旅行の目的地
- 1914年-1943年 : 伊勢・志摩（三重県）
- 1944年-1945年 : 中止
- 1946年 : 伊勢（三重県）
- 1947年-1950年 : 淡路島（兵庫県）・四国
- 1951年-1954年 : 伊勢・志摩（三重県）
- 1955年-1960年 : 南紀白浜（和歌山県）
- 1961年-1992年 : 伊勢・志摩（三重県）

##### 通知票
1908年には初めて通知票を作成して学校と家庭との連絡を図るようになった。当初は「家庭通信簿」という名称で、成績評定は1から10までの10段階、1916年からは優・甲・乙・丙・丁の5段階となった。1937年頃に名称が「通知票」に代わり、1941年頃には優・良上・良・良下・可の5段階となった。
戦前期の学科は修身・国語（読方/綴方/書方）・算術・国史・地理・理科・図画・唱歌・体操・裁縫・手工の13教科であり、戦後の1947年には国語・社会・算数・理科・音楽・図工・家庭・体育・自由研究の9教科に代わった。成績評価には◎○△の記号が用いられるようになり、自主性や責任感などを評価する項目も採用された。

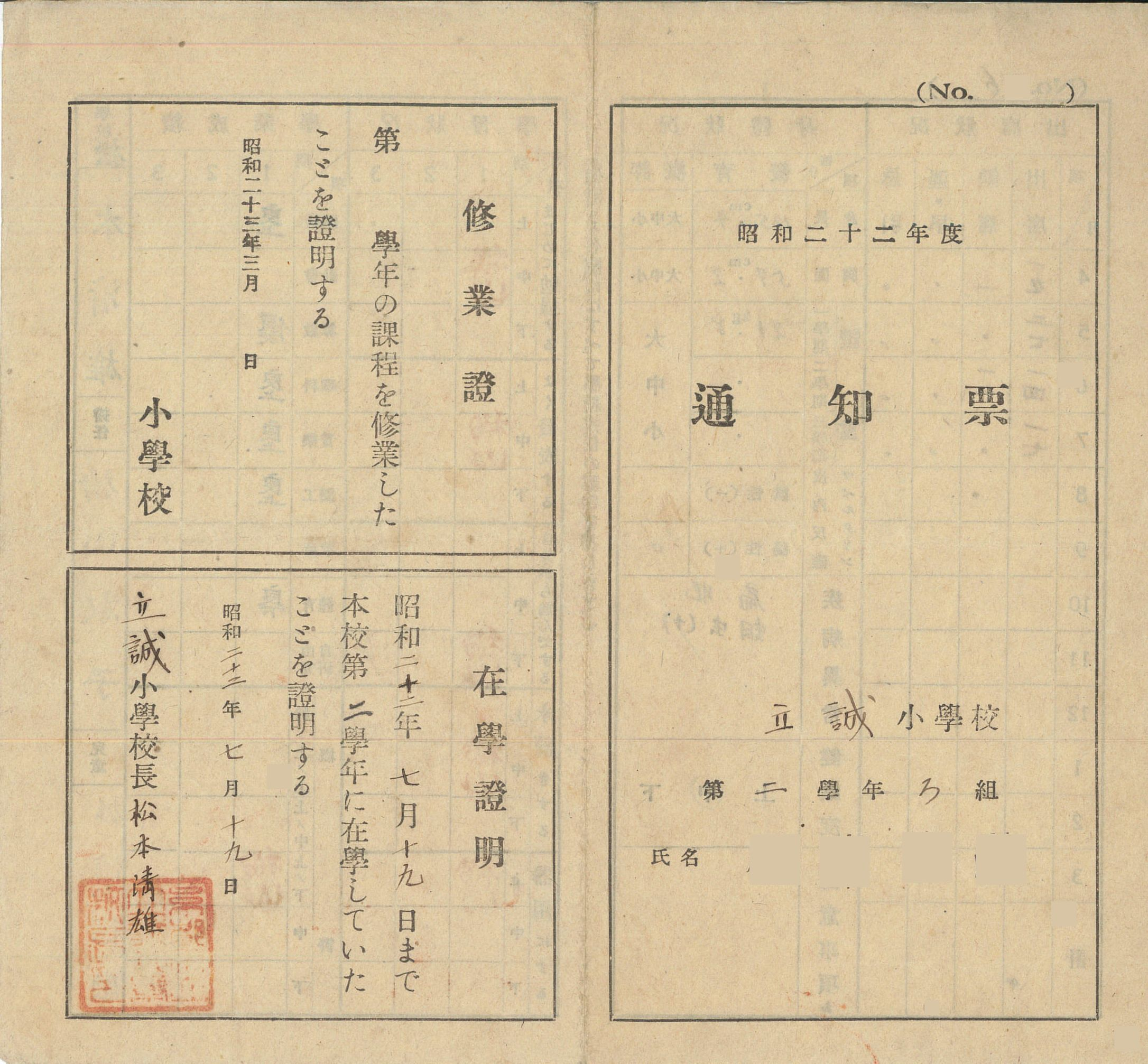
京都市立立誠小学校 昭和22年の通知票
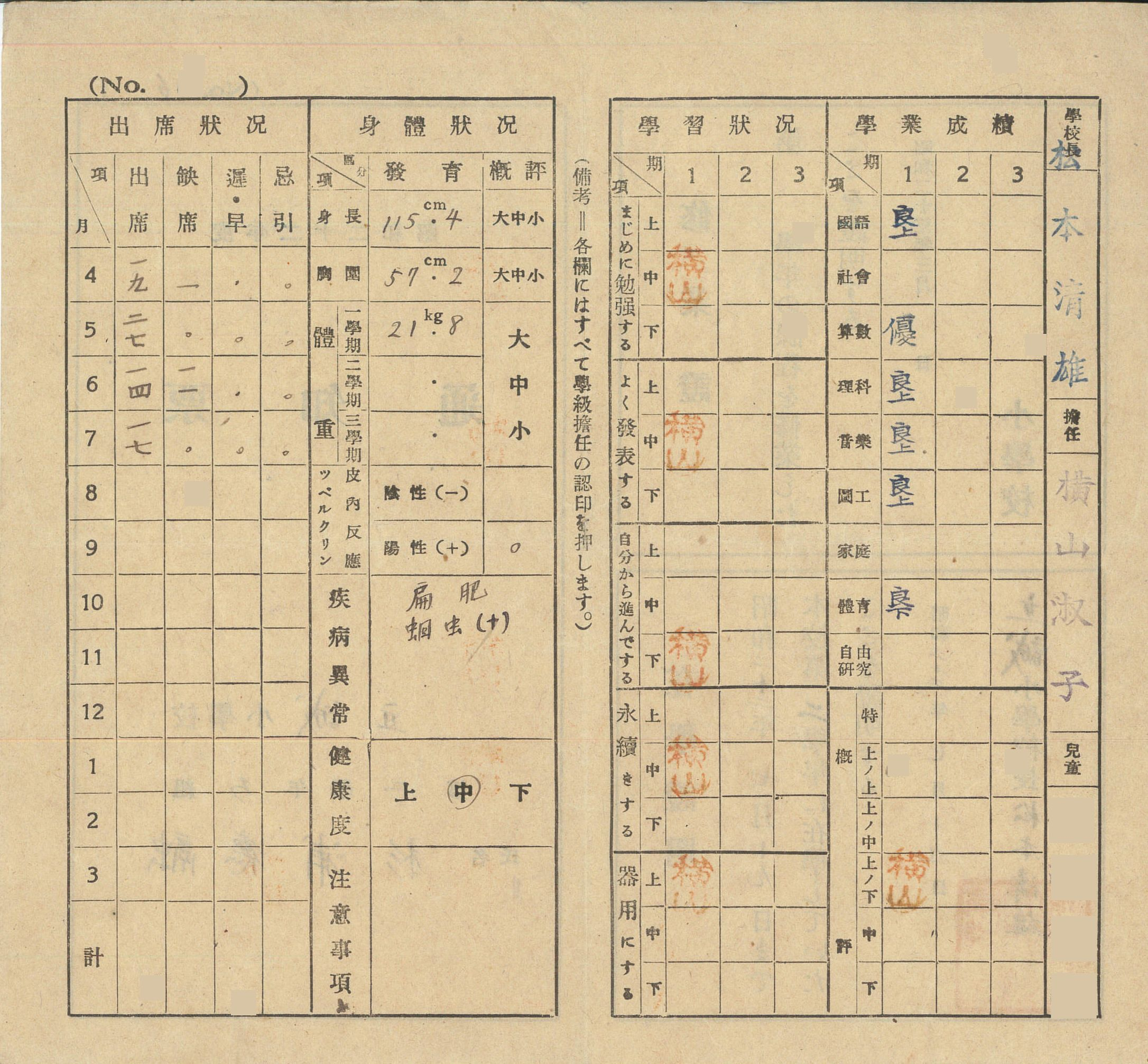
同左

##### 戦前から戦中の混乱期

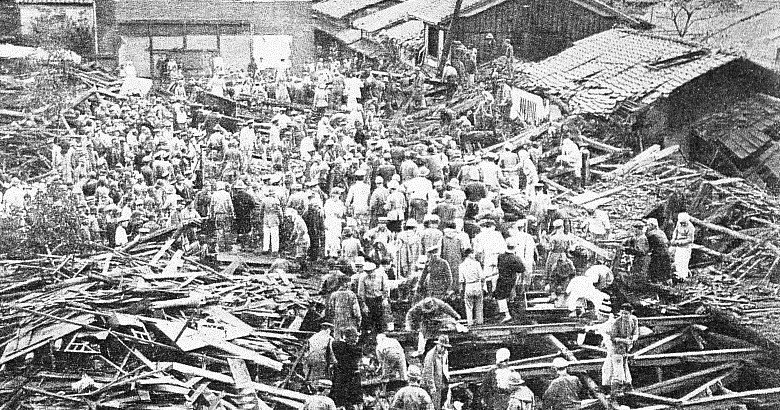
室戸台風で校舎が全壊した近隣の西陣校

1934年の室戸台風は京都市内にも甚大な被害を及ぼし、京都市全域で即死した児童78人、重傷を負った後死亡した児童34人、訓導殉職3人など、特に木造の学校内での被害が大きかった。一方で立誠校は当時珍しかった鉄筋コンクリート造の校舎だったため、被害はほとんど出なかった。翌1935年の鴨川大洪水では学区のすぐ東側を流れる鴨川や校地に隣接する高瀬川が氾濫し、学区内の多くの家屋が浸水した。
太平洋戦争末期には個人的に縁故疎開を行う児童もいたが、1945年3月28日には立誠校から81人の希望者が京都府何鹿郡西八田村（現・綾部市）に学童疎開した。疎開児童は寺の本堂を間借りして西八田村立西八田小学校に通い、終戦後の10月18日に立誠校に戻ってきた。1948年には立誠校と近隣の銅駝校が合併し、銅駝校に通っていた児童約250人はそのまま立誠校に移動した。このため、1947年度に457人だった在校生数は1948年度に720人と急増した。戦後の1947年には京都市に日本初の女性校長（3人）が誕生し、そのうちのひとり、奥村琴校長は1948年に京都市立成徳小学校から立誠校に着任した。戦後に誕生した初代PTA会長も女性である。

#### 閉校と統合
1928年竣工のプールは半世紀以上も水泳学習に使用されていたが、1980年には横12m×縦20m×深さ1.2mの現代的なプールが完成した。
1988年には児童数減少に悩む京都市内の小学校で地元自治会やPTAによる検討会が盛んに行われ、学校統合を望む意見が多いことが明らかとなった。1991年には学校統合の合意書がPTAや元学区代表者から京都市に対して提出され、立誠校・京都市立生祥小学校（生祥校）・京都市立日彰小学校（日彰校）・京都市立明倫小学校（明倫校）・京都市立本能小学校（本能校）の5校が統合することが決定した。
最終年度となった1992年度には入学者がいなかったため入学式を行っていない。立誠校は1993年3月31日に閉校となり、5校が統合して1993年4月1日に京都市立高倉東小学校が開校した。高倉東小学校という校名は公募によるものであり、校章も公募、校歌のみは専門家に依頼された。3月24日に行われた卒業式では11人の6年生が卒業し、翌3月25日の閉校式で124年の歴史に幕が打たれた。閉校後の校地は高倉東小学校第二教育施設となり、1995年には高倉東小学校が高倉西小学校と統合されたため、京都市立高倉小学校第二教育施設となった。一般的には元・立誠小学校と呼ばれて様々なイベントが開催されている。
閉校によって学校の周囲での風俗関係店舗の営業を禁じている風適法第28条の適用外地域が広がったため、高瀬川に沿った木屋町通は性風俗店が立ち並ぶいかがわしい界隈に変貌した。

### 卒業生数
1869年の開校から1891年度までの卒業生数は不明。1892年度から1900年度までの卒業生数は計643人だが、年次卒業生数は不明。卒業生数がもっとも多かったのは1953年度の171人であり、もっとも少なかったのは閉校間際の1990年度と最終年度1992年度の11人である。在校生数がもっとも多かったのは1951年度の840人であり、もっとも少なかったのは最終年度1992年度の51人である。1908年には小学校令改正によって義務教育が4年から6年に延長されたため、1908年度には卒業生が存在しなかった。1948年には近隣の銅駝校が立誠校に統合されたため、1948年度は卒業生数が急増している。
卒業生数の推移
| - 1901年度（明治34） : 82人 - 1902年度（明治35） : 113人 - 1903年度（明治36） : 94人 - 1904年度（明治37） : 95人 - 1905年度（明治38） : 87人 - 1906年度（明治39） : 86人 - 1907年度（明治40） : 86人 - 1908年度（明治41） : なし - 1909年度（明治42） : 48人 - 1910年度（明治43） : 75人 - 1911年度（明治44） : 78人 - 1912年度（大正1） : 72人 - 1913年度（大正2） : 84人 - 1914年度（大正3） : 98人 - 1915年度（大正4） : 94人 - 1916年度（大正5） : 81人 - 1917年度（大正6） : 90人 - 1918年度（大正7） : 91人 - 1919年度（大正8） : 92人 - 1920年度（大正9） : 108人 - 1921年度（大正10） : 113人 - 1922年度（大正11） : 114人 - 1923年度（大正12） : 105人 - 1924年度（大正13） : 108人 - 1925年度（大正14） : 101人 | - 1926年度（昭和1） : 93人 - 1927年度（昭和2） : 76人 - 1928年度（昭和3） : 74人 - 1929年度（昭和4） : 68人 - 1930年度（昭和5） : 65人 - 1931年度（昭和6） : 77人 - 1932年度（昭和7） : 72人 - 1933年度（昭和8） : 65人 - 1934年度（昭和9） : 76人 - 1935年度（昭和10） : 64人 - 1936年度（昭和11） : 88人 - 1937年度（昭和12） : 57人 - 1938年度（昭和13） : 103人 - 1939年度（昭和14） : 86人 - 1940年度（昭和15） : 95人 - 1941年度（昭和16） : 78人 - 1942年度（昭和17） : 77人 - 1943年度（昭和18） : 81人 - 1944年度（昭和19） : 88人 - 1945年度（昭和20） : 68人 - 1946年度（昭和21） : 75人 - 1947年度（昭和22） : 71人 - 1948年度（昭和23） : 101人 - 1949年度（昭和24） : 122人 - 1950年度（昭和25） : 103人 | - 1951年度（昭和26） : 131人 - 1952年度（昭和27） : 143人 - 1953年度（昭和28） : 171人 - 1954年度（昭和29） : 163人 - 1955年度（昭和30） : 126人 - 1956年度（昭和31） : 106人 - 1957年度（昭和32） : 95人 - 1958年度（昭和33） : 144人 - 1959年度（昭和34） : 169人 - 1960年度（昭和35） : 145人 - 1961年度（昭和36） : 101人 - 1962年度（昭和37） : 83人 - 1963年度（昭和38） : 63人 - 1964年度（昭和39） : 59人 - 1965年度（昭和40） : 70人 - 1966年度（昭和41） : 61人 - 1967年度（昭和42） : 46人 - 1968年度（昭和43） : 45人 - 1969年度（昭和44） : 46人 - 1970年度（昭和45） : 39人 - 1971年度（昭和46） : 38人 - 1972年度（昭和47） : 43人 - 1973年度（昭和48） : 41人 - 1974年度（昭和49） : 49人 - 1975年度（昭和50） : 46人 | - 1966年度（昭和51） : 35人 - 1967年度（昭和52） : 29人 - 1968年度（昭和53） : 38人 - 1969年度（昭和54） : 41人 - 1980年度（昭和55） : 43人 - 1981年度（昭和56） : 40人 - 1982年度（昭和57） : 34人 - 1983年度（昭和58） : 35人 - 1984年度（昭和59） : 37人 - 1985年度（昭和60） : 33人 - 1986年度（昭和61） : 21人 - 1987年度（昭和62） : 17人 - 1988年度（昭和63） : 22人 - 1989年度（平成1） : 12人 - 1990年度（平成2） : 11人 - 1991年度（平成3） : 17人 - 1992年度（平成4） : 11人 |

出典 : 『閉校記念誌』

### 校舎の建築
木屋町通から見て右側に北棟、左側に南棟があり、左右非対称の南北両棟は中央部の玄関で結ばれている。南北両棟は翼部を高瀬川に向かって突出させており、玄関には巨大な庇が設置されている。玄関3階部分にはベランダが取り付けられ、正面腰壁には装飾が彫りこまれている。本館最上階には60畳もの畳敷きの大広間があり、床の間、違棚、書院などからなる床構えの大広間は修身作法室と呼ばれた。
東側にある正門は 高瀬川を挟んで木屋町通に面しており、高瀬川に架かる石橋を渡って正門をくぐるが、このように橋と正門前広場を一体化させたアプローチ法は全国的にみても珍しい。

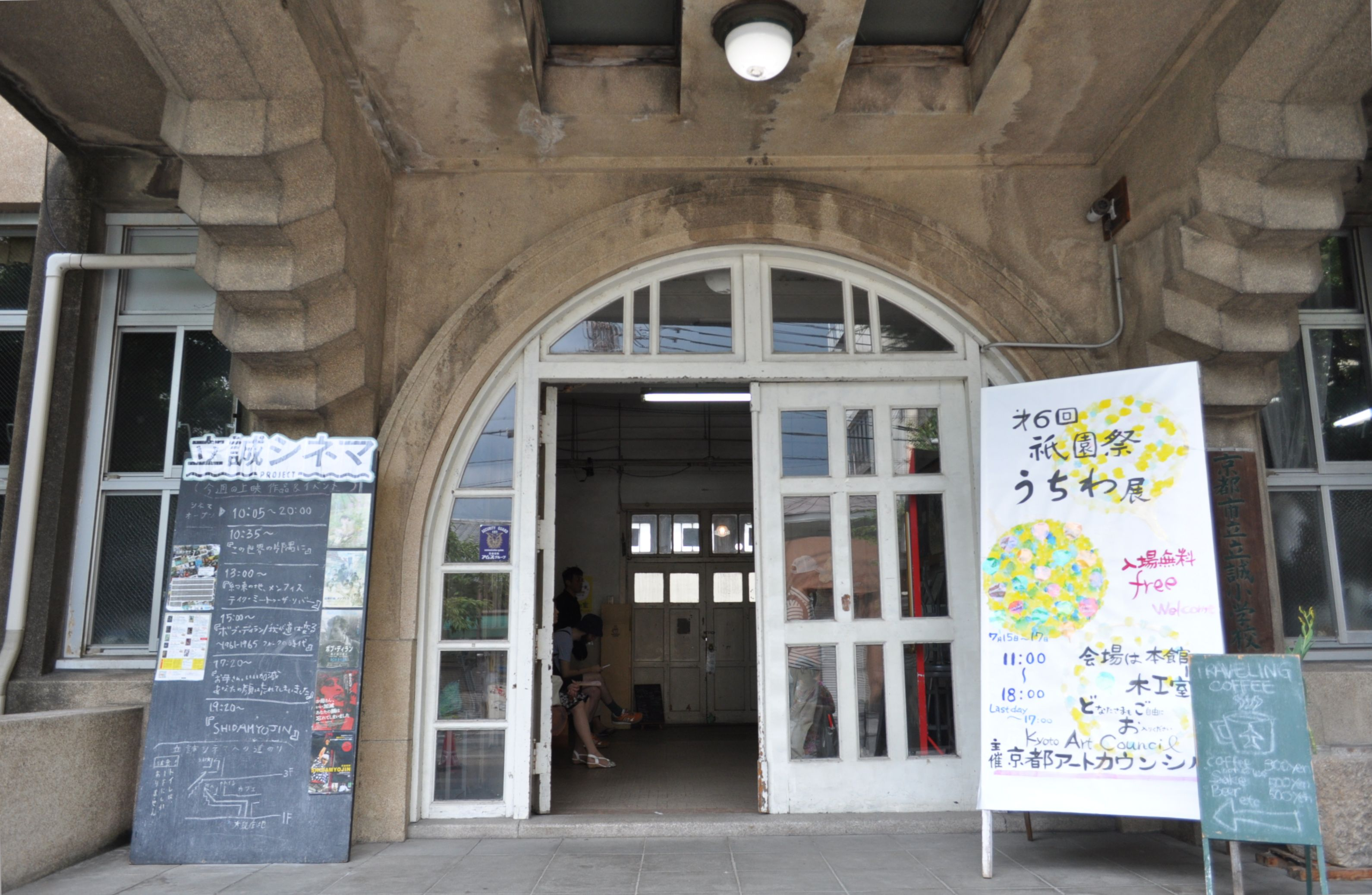
玄関ポーチ（2017年7月17日撮影）
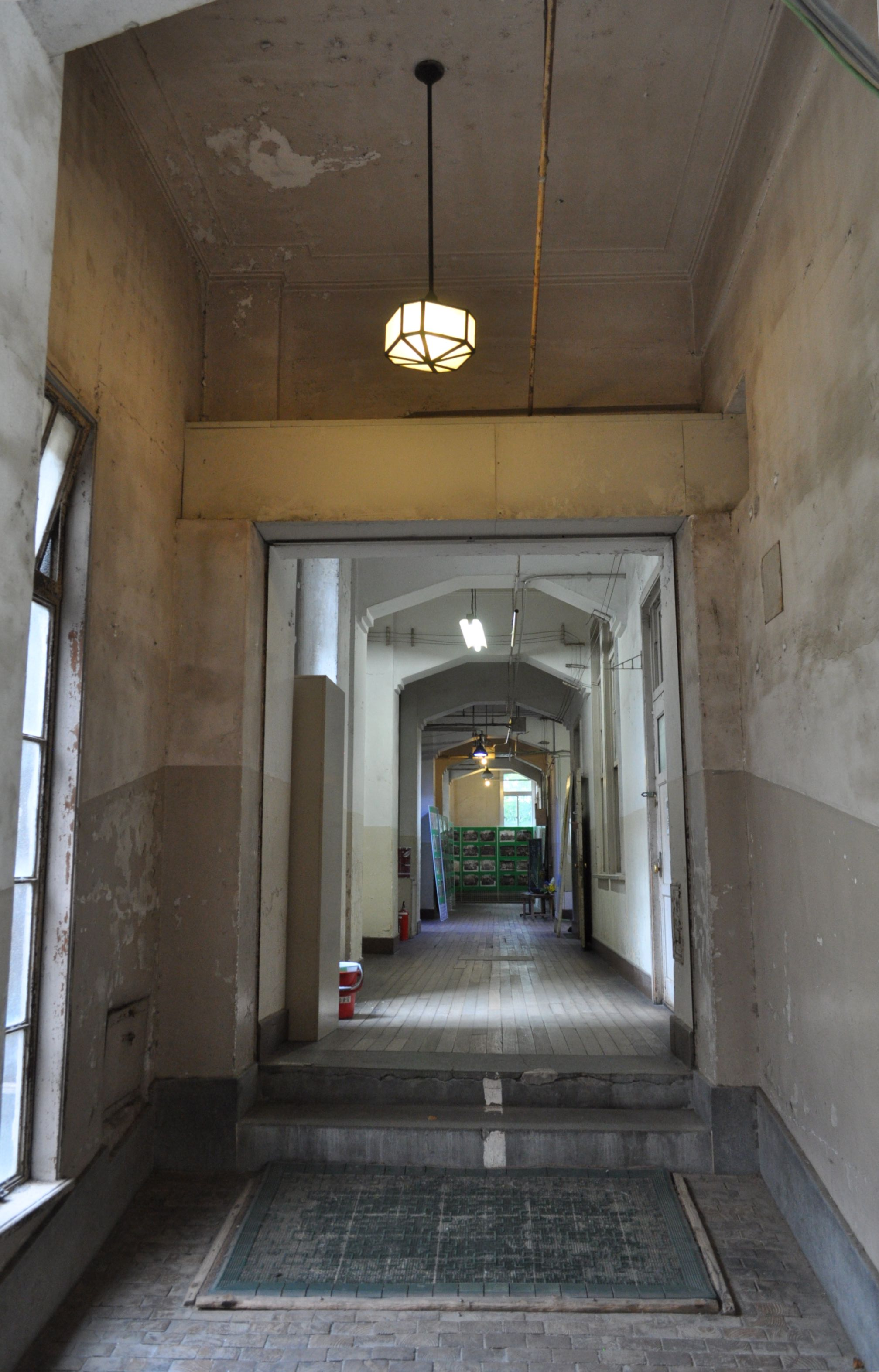
玄関ホール（2017年7月17日撮影）
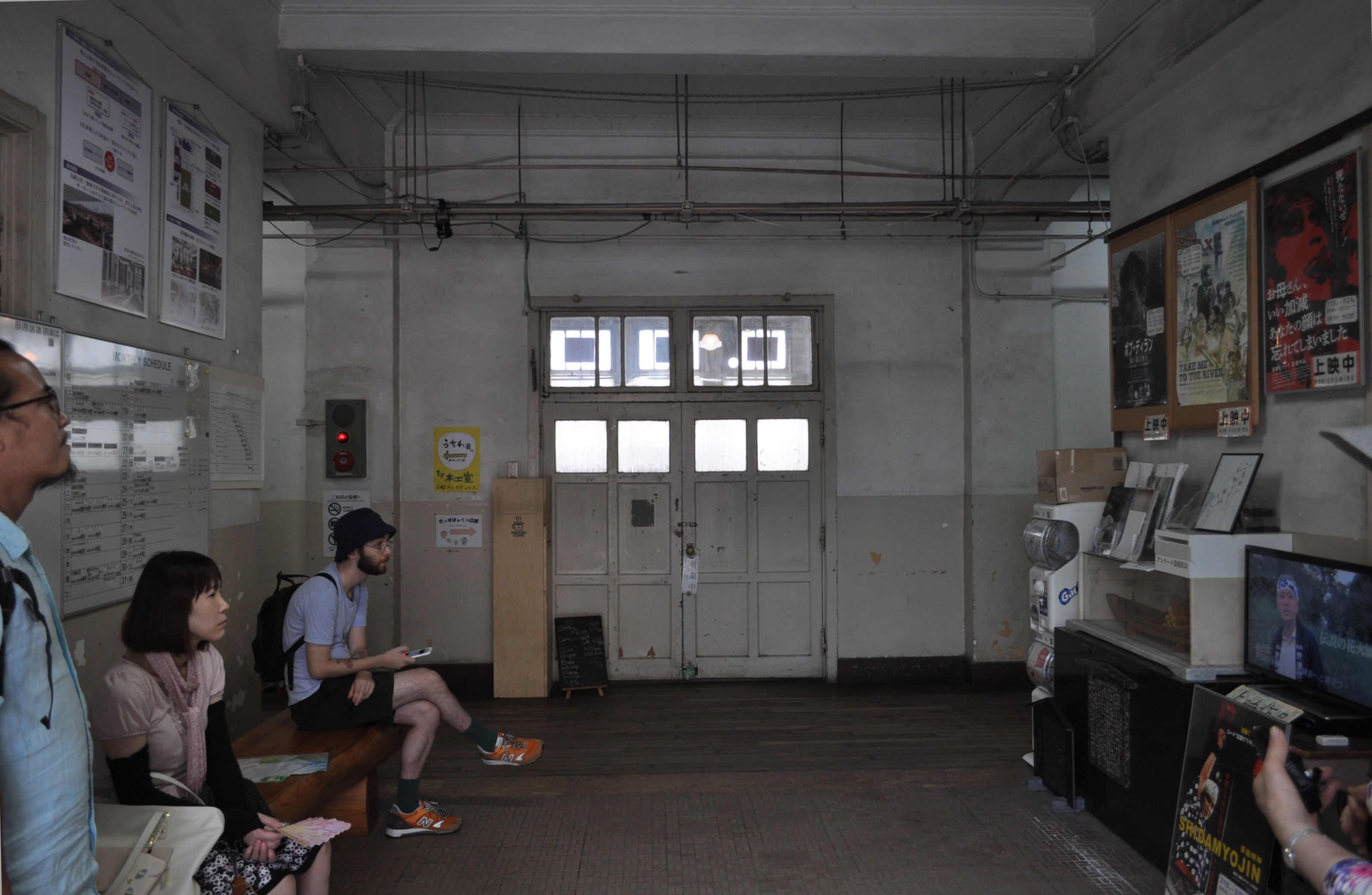
玄関ホール（2017年7月17日撮影）
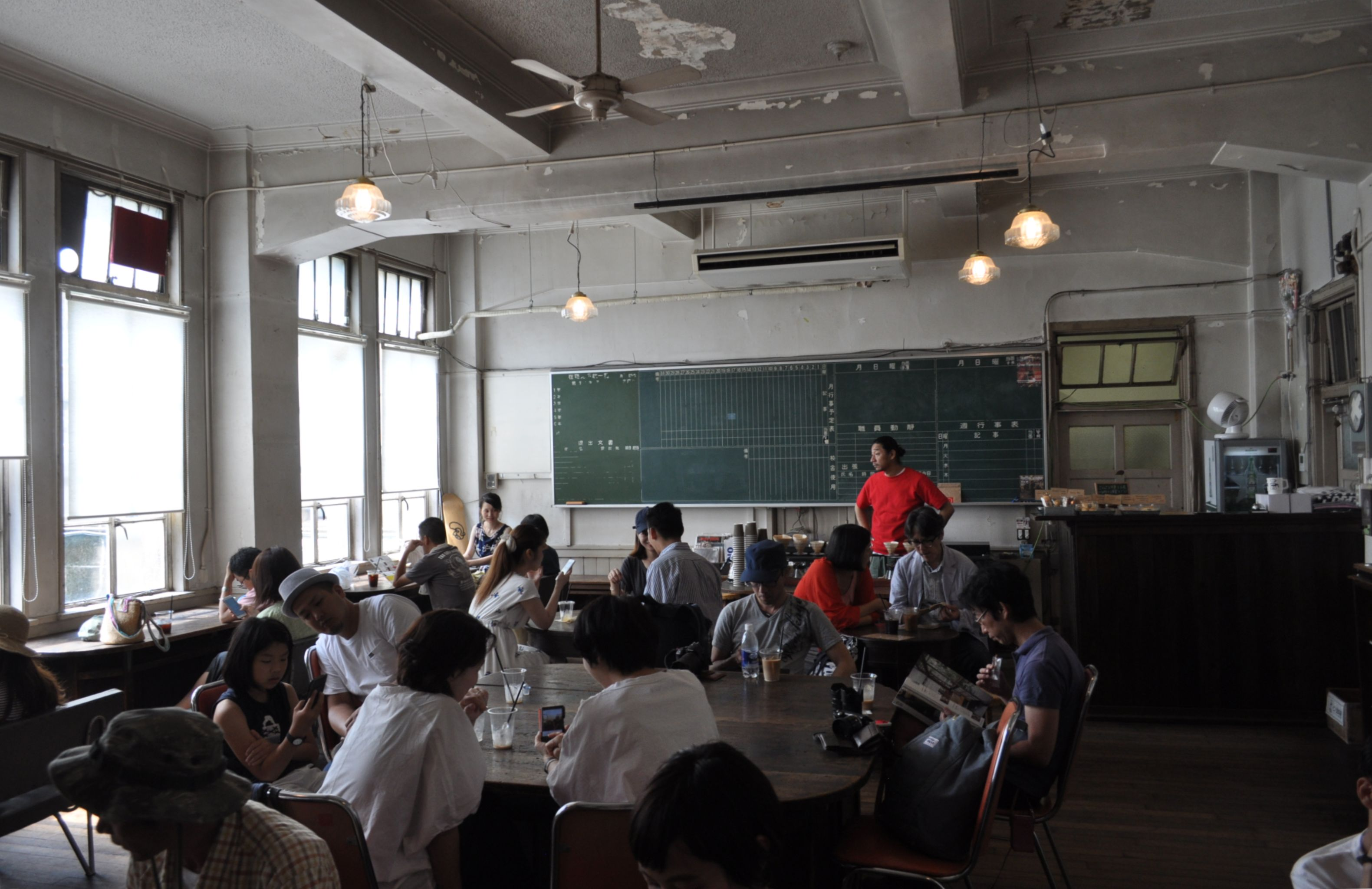
旧職員室（2017年7月17日撮影）
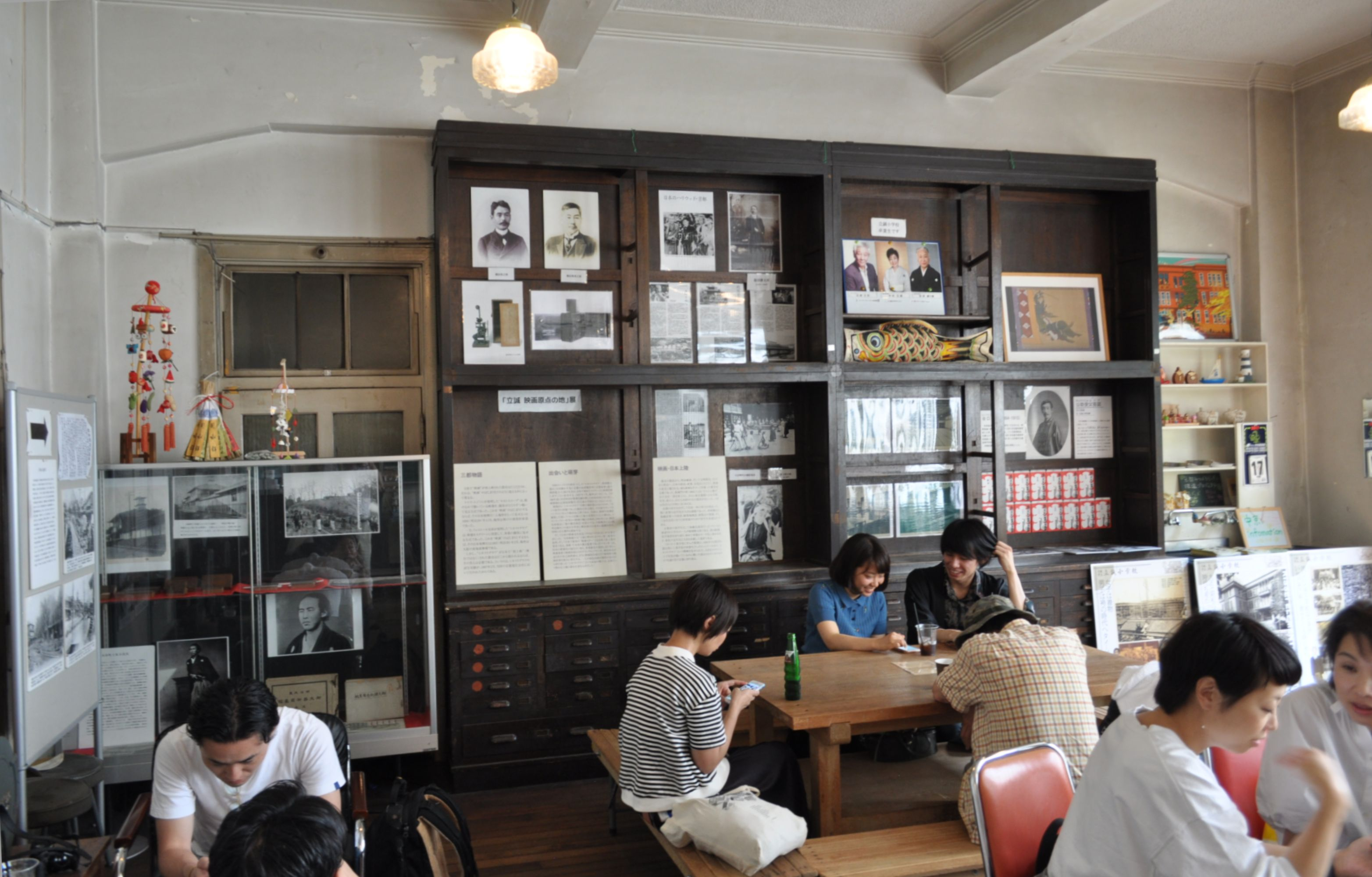
旧職員室（2017年7月17日撮影）
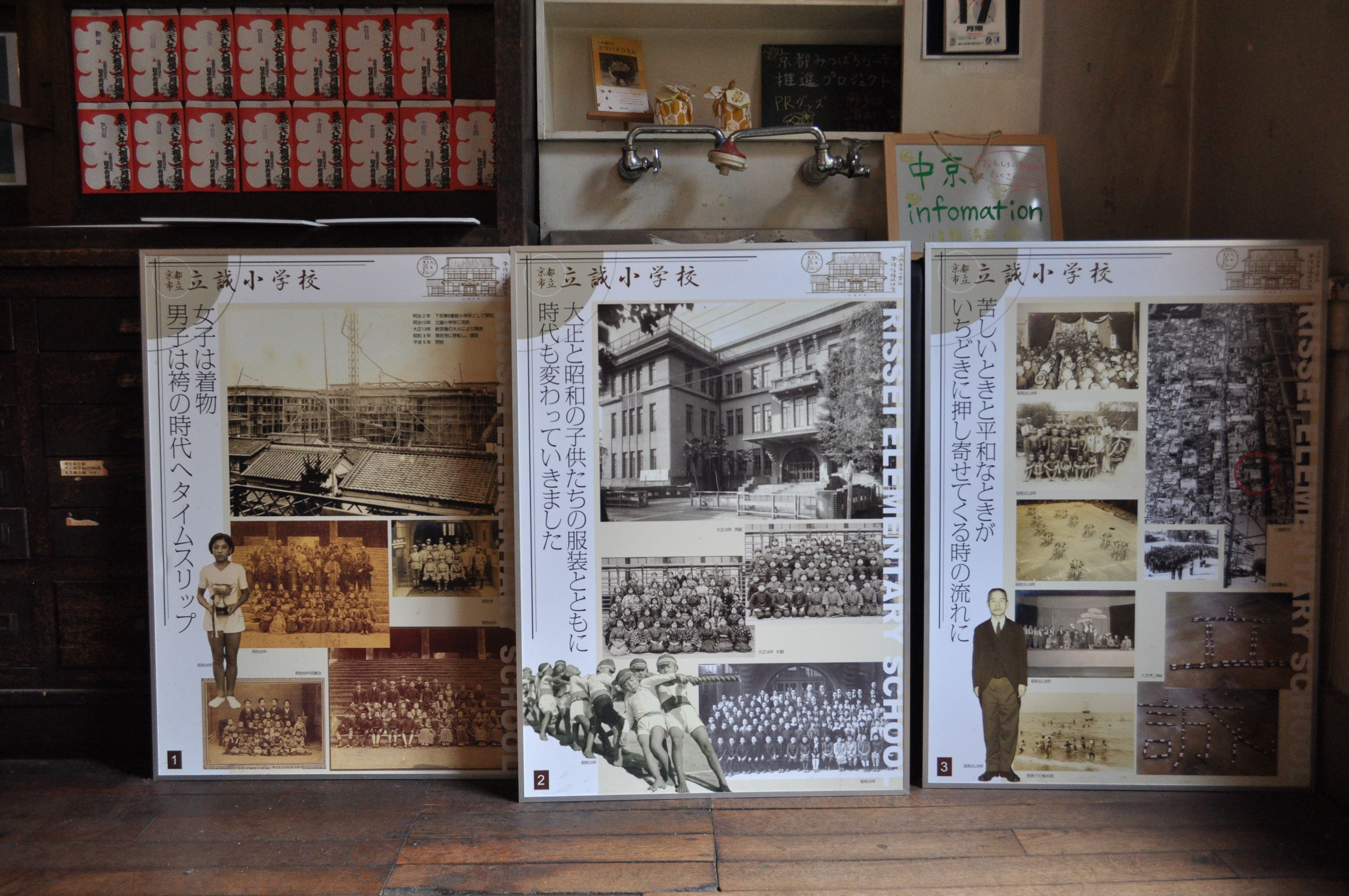
旧職員室（2017年7月17日撮影）
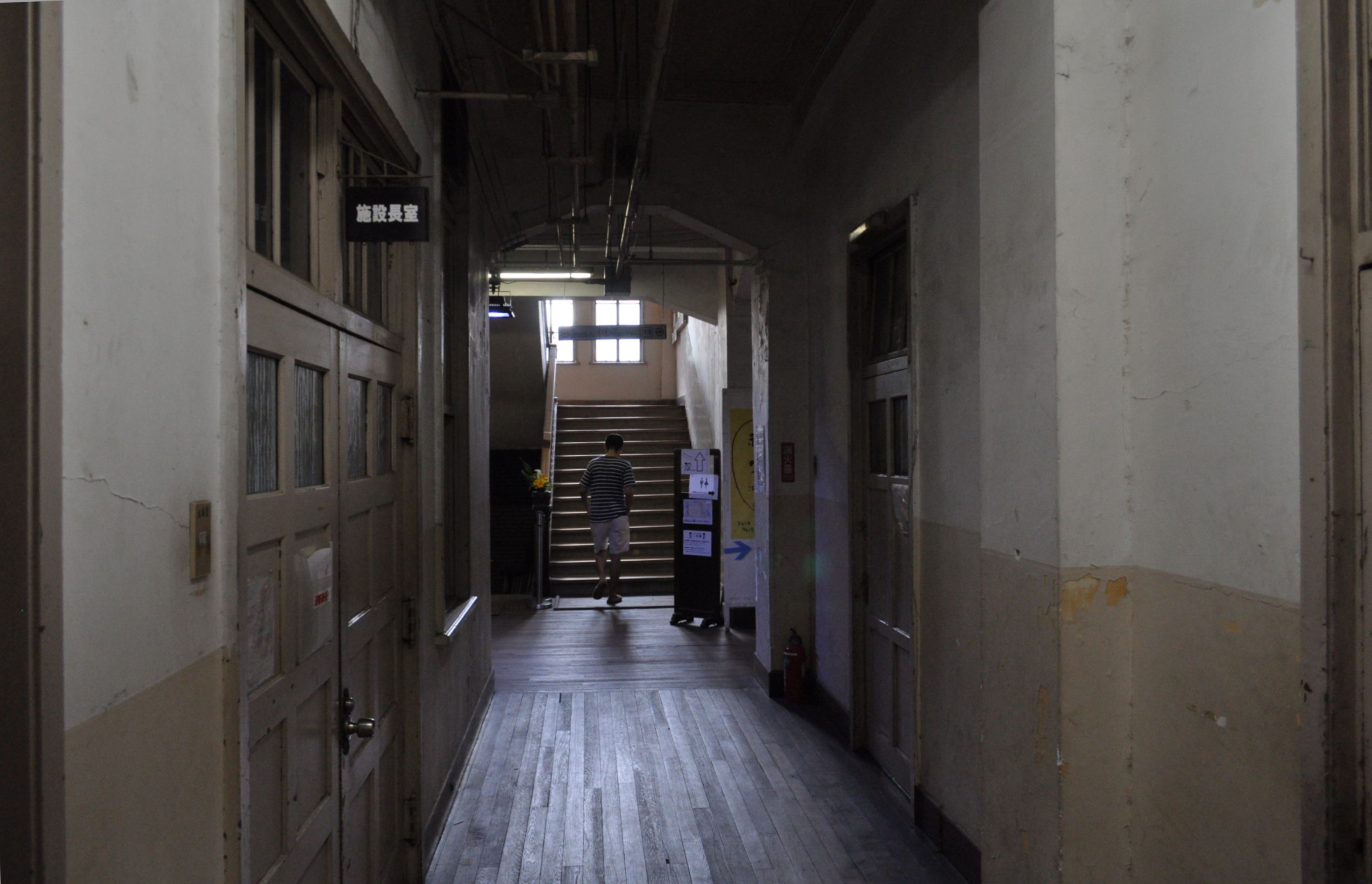
旧職員室前の廊下（2017年7月17日撮影）
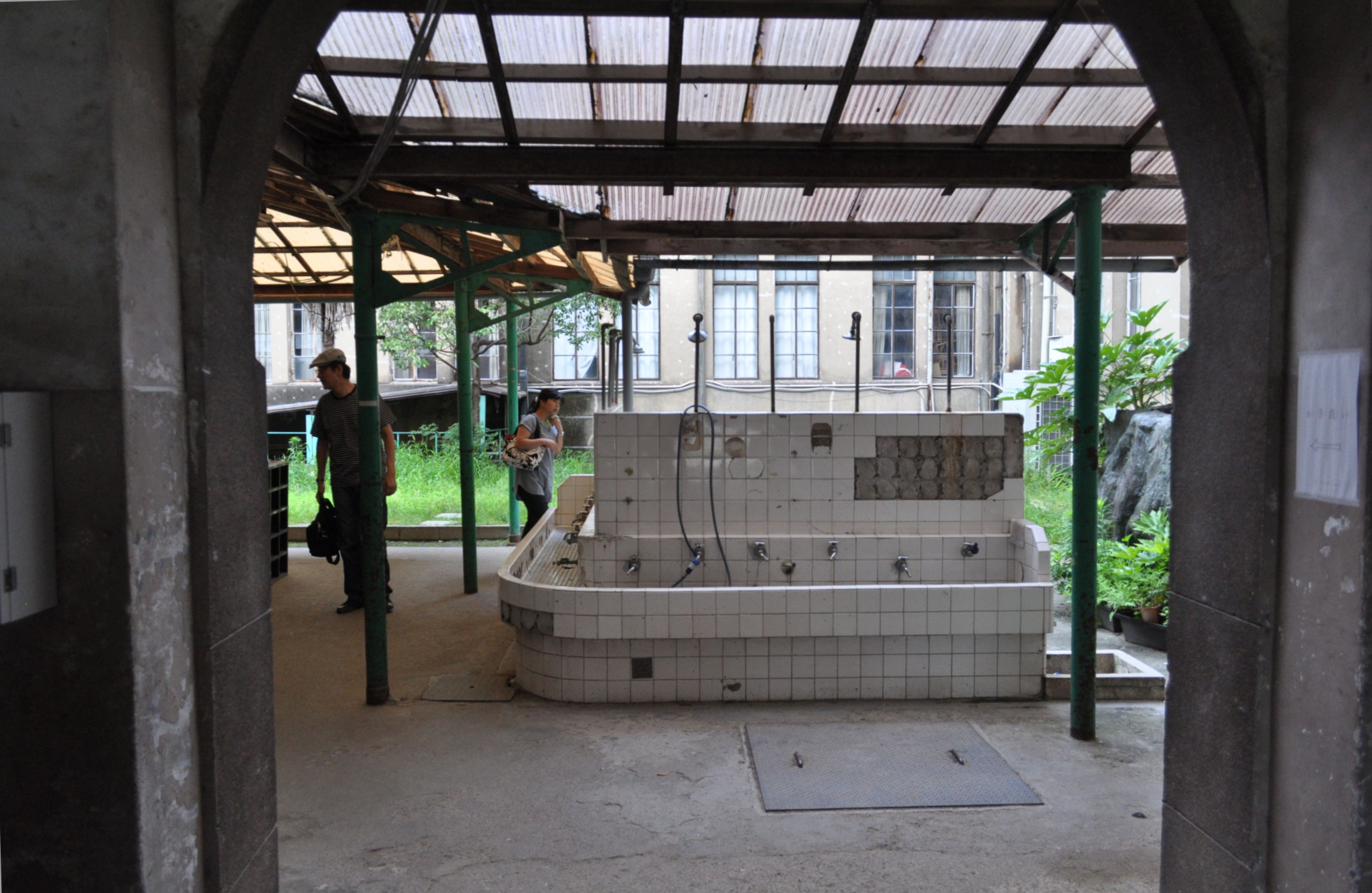
中庭入口の洗面所（2017年7月17日撮影）
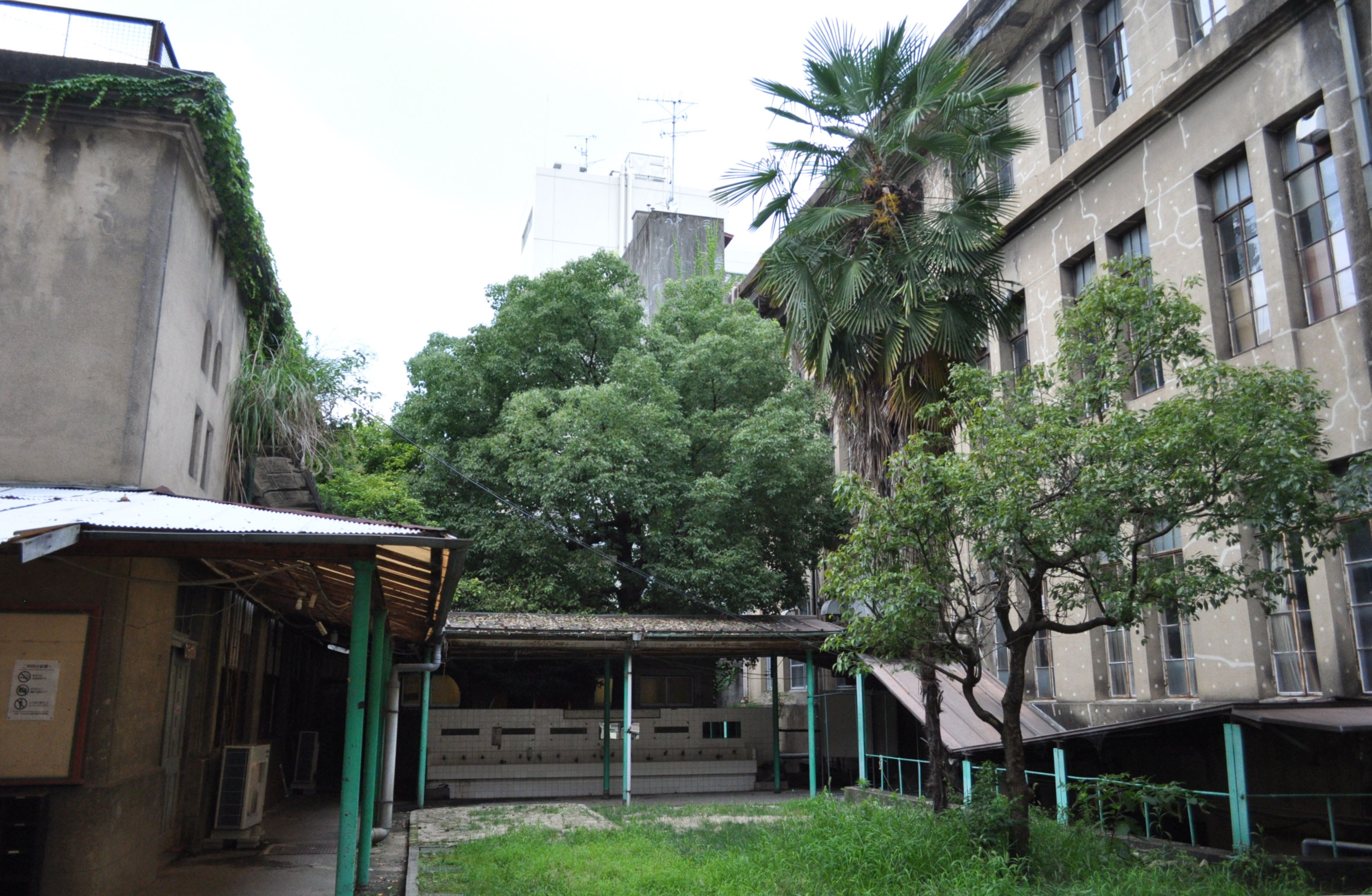
中庭（2017年7月17日撮影）
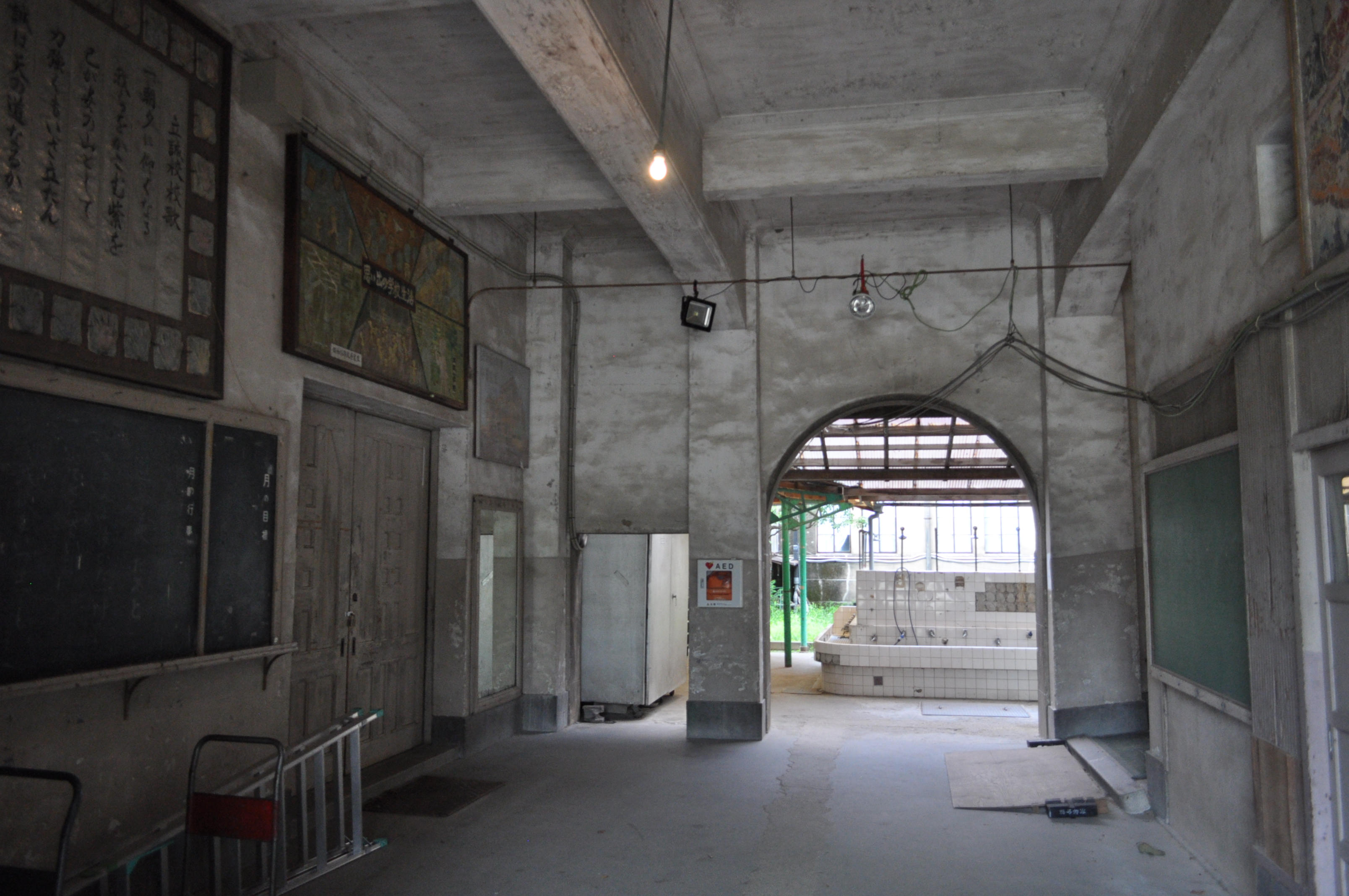
旧校庭入口（2017年7月17日撮影）
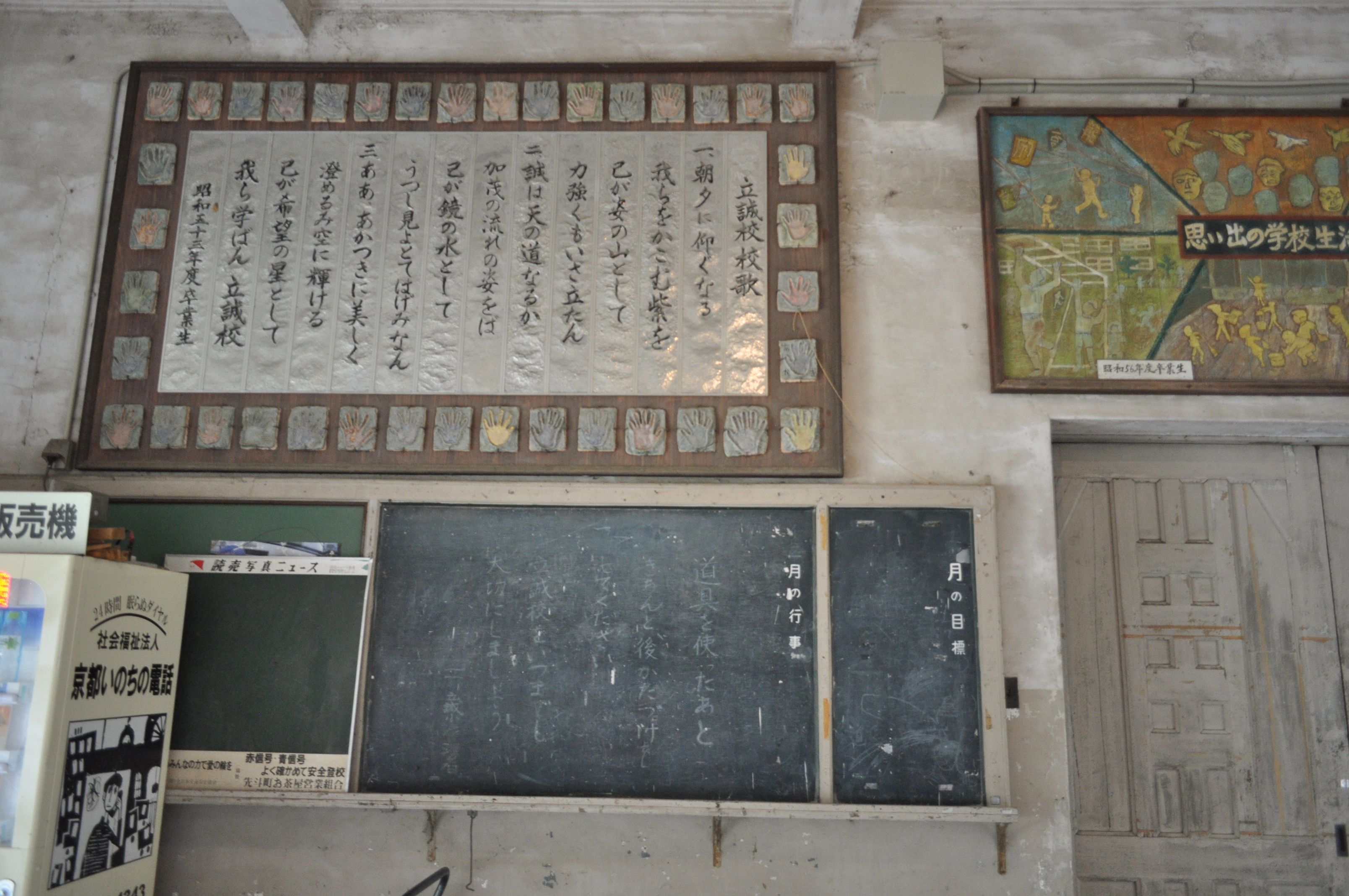
旧校庭入口（2017年7月17日撮影）
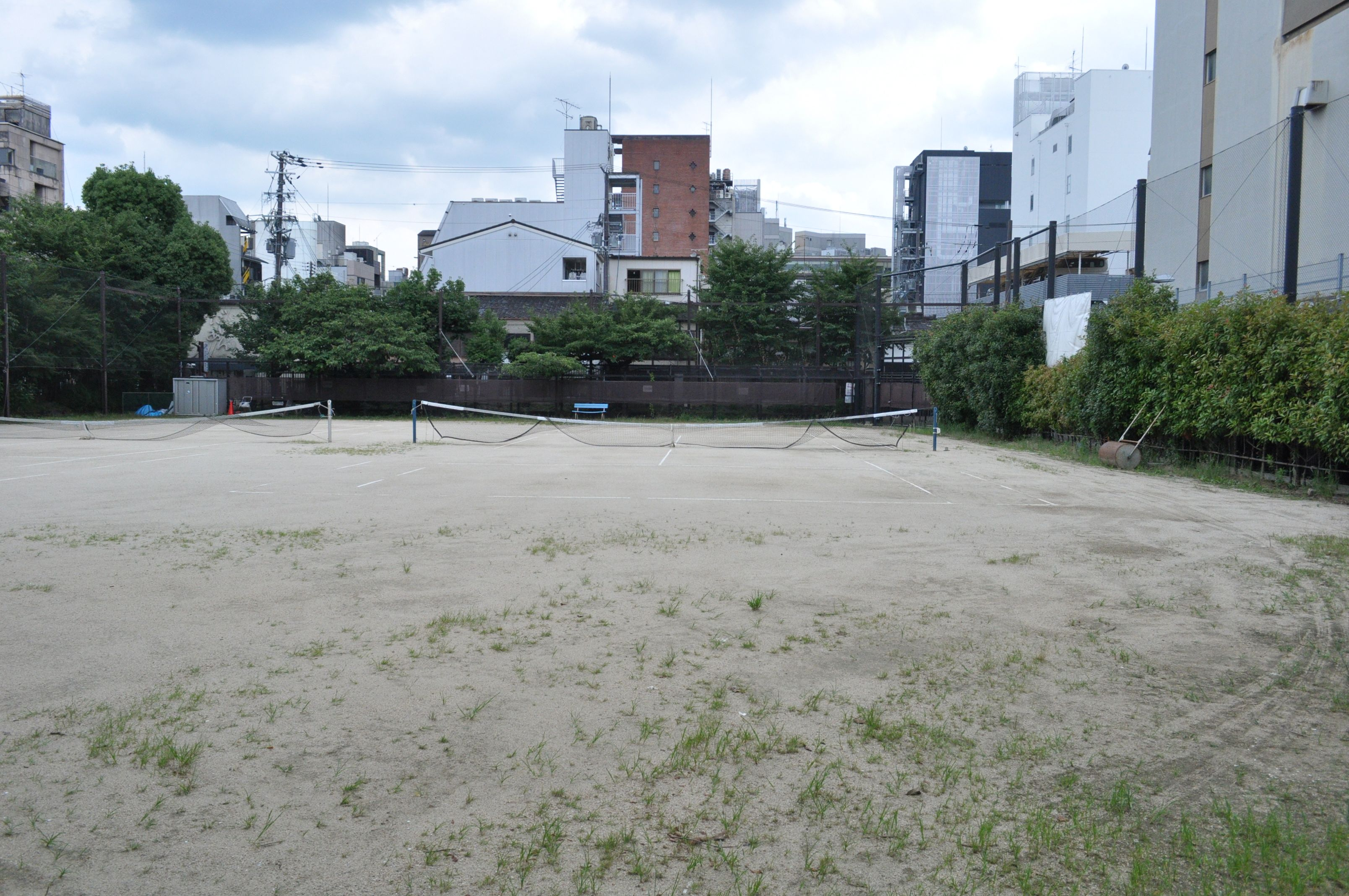
旧校庭（2017年7月17日撮影）

### 歴代校長
1869年から1883年までの間は年次不詳で、村上和光、山田司馬、矢野榮造、大雅堂定亮の4人が校長職を務めた。
| - 初代 : 1884年 : 玉川直楠 - 第2代 : 1884年 : 尾崎保 - 第3代 : 1886年 : 小林辨次郎 - 第4代 : 1887年 : 山田忠美 - 第5代 : 1888年 : 的場連弥 - 第6代 : 1890年 : 岡本辰之助 - 第7代 : 1898年 : 菅谷直哉 - 第8代 : 1907年 : 三須正太郎 - 第9代 : 1915年 : 加地鯉之助 - 第10代 : 1930年 : 猪野辨吉 - 第11代 : 1934年 : 川面茂右衛門 - 第12代 : 1939年 : 赤坂助次郎 - 1944年 : 北村又次（校長事務取扱） | - 第13代 : 1945年 : 関猛男 - 第14代 : 1946年 : 松本清雄 - 第15代 : 1948年 : 奥村琴 - 第16代 : 1961年 : 斎藤実 - 第17代 : 1967年 : 石田政男 - 第18代 : 1970年 : 真下大二 - 第19代 : 1971年 : 磯部正甫 - 第20代 : 1975年 : 青山幸光 - 第21代 : 1978年 : 井上綾子 - 第22代 : 1981年 : 井上淳三 - 第23代 : 1985年 : 広瀬勲 - 第24代 : 1988年 : 多那瀬静子 |

出典 : 『閉校記念誌』

### 出身者
- 四代目 坂田藤十郎（1931年-）[29] : 俳優・歌舞伎役者。
- 中村玉緒（1939年-）[29] : 女優・タレント。四代目 坂田藤十郎の妹。
- 近藤正臣（1942年-）[29] : 俳優。
- 四代目 中村鴈治郎（1956年-）[29] : 歌舞伎役者。四代目 坂田藤十郎の息子。
- 谷口正晃（1966年-）[29] : 映画監督。

### 通学区域
立誠小学校の通学区域は立誠学区と、戦後は学制改革に伴う銅駝小学校の閉校により銅駝学区の一部も含まれていた。

## 元・立誠小学校

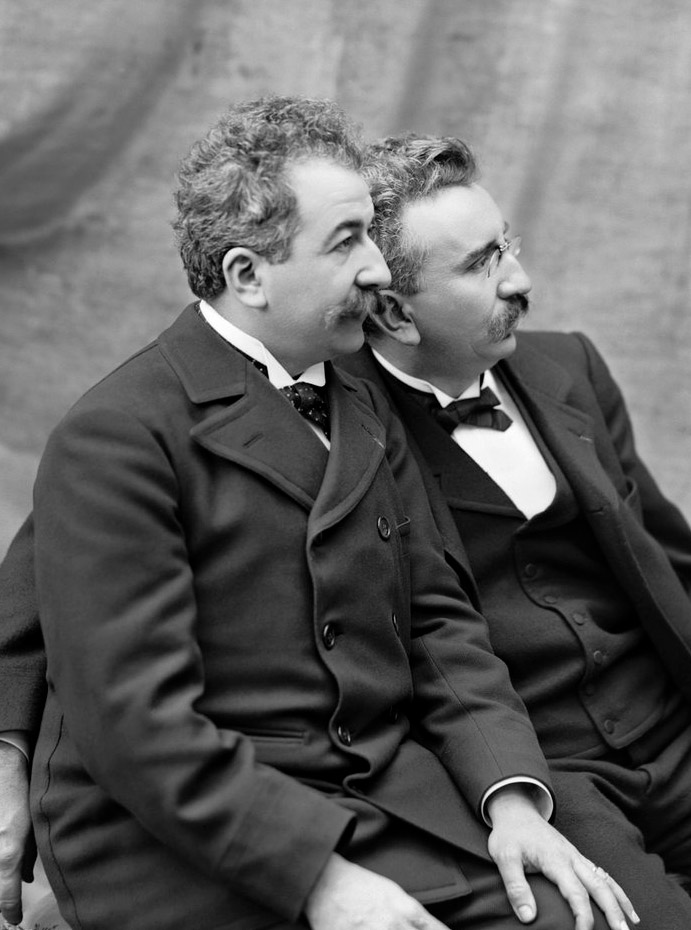
シネマトグラフを発明したリュミエール兄弟

元・立誠小学校（もと・りっせいしょうがっこう）は、かつて京都市立立誠小学校として使用されていた建物を様々な用途に用いる際の俗称。立誠小学校の旧校舎は京都市立高倉小学校第二教育施設となっているが、旧校名を使用した元・立誠小学校のほうが通りが良い。京都芸術センターに類似した使い方がなされ、映画や演劇の上映、現代美術の展示などに用いられている。元・立誠小学校では年間100件を超えるイベントが行われる。

### 元・立誠小学校の特徴
立誠学区町内会が主催し、元・立誠小学校では春に「高瀬川桜まつり」が、秋に「まなびや」が開催される。また、様々な団体が元・立誠小学校で演劇公演、音楽公演、展覧会、フリーマーケットなどのイベントを主催している。

### 日本映画原点の地
1895年にはリュミエール兄弟がシネマトグラフを発明。フランス留学時にリュミエール兄弟と級友だった稲畑勝太郎（1862-1949、後に大阪商工会議所会頭）は、1896年に万国博覧会の視察と商用を兼ねてフランスを訪問し、シネマトグラフの興行権と試写機を購入、映写技師兼カメラマンのコンスタン・ジレルとともに帰国した。現在の元・立誠小学校敷地には京都電燈株式会社（現関西電力）があり、1897年1月には京都電燈の中庭で日本初の映画の試写実験が成功したため、この地は「日本映画原点の地」とされている。
2010年6月には京都市によって日本映画発祥の地を示す駒札が設置され、門川大作市長が除幕式を行った。

#### 映画関連企画
元・立誠小学校の校舎1階には京都の撮影所の歴史を振り返る展示スペースが設けられ、記事や写真が飾られている。邦画100周年の2008年には、弁士の井上陽一による活弁つきの無声映画上映会や、福本清三ら俳優・映画監督による講演会などの、「りっせい・キネマフェスタ’08」が開催された
2011年11月にはマキノ省三が監督した『忠臣蔵』の上映会が元・立誠小学校で開催され、マキノの孫である津川雅彦がマキノの思い出などを語った。2014年2月21日にはパラソフィア京都国際現代芸術祭組織委員会が企画、元・立誠小学校の校舎前（屋外）に縦3.6m×横5.4mのパネルを設置し、リュミエール兄弟が製作した20作品を上映する試みが行われた。

### 立誠シネマ
立誠シネマ（りっせいシネマ）は、京都市立立誠小学校校舎3階にある1教室を使用した映画館（ミニシアター）。35席の1スクリーンを有する。京都市とシマフィルムが主催する立誠シネマプロジェクトの活動のひとつである。

#### 立誠シネマの歴史

##### 「元・立誠小学校 特設シアター」
2013年4月27日、立誠小学校南校舎3階にある教室を利用して、座席数50席の元・立誠小学校 特設シアターがオープンした。京都市が主催し、立誠・文化のまち運営委員会が共催して、ミニシアター系の映画を中心にほぼ毎日数作品を上映している。開館初日には仲里依紗主演の『時をかける少女』と桐谷美玲主演の『乱反射』の谷口正晃監督作品2作品が上映され、谷口監督が舞台挨拶を行った。オープニングセレモニーには門川大作京都市長も参列している。
5月に上映した『カントリーガール』・『カサブランカの探偵』（30分+70分、いずれも小林達夫監督）が契機となり、『カントリーガール』の動員数はその後も劇場記録となっている。上映終了後にはホール内やロビーでミニライブを行うことがあり、石原正晴、おとぎ話、山田エリザベス良子、大森靖子などが登場したことがある。6月22日には7月3日にはチャールズ・チャップリン特集で21作品が上映され、初日にはチャップリンの演技に影響を受けたという「斬られ役」の俳優福本清三がトークショーを行った。

##### 「立誠シネマ」
オープンから1年間は試験運用期間に位置づけられていたが、2014年4月には正式に立誠シネマプロジェクトの常設施設立誠シネマとなり、35席への座席数縮小、内部の改装などが行われて2014年4月12日に再始動した。

#### 立誠シネマの特徴
元・立誠小学校はあくまでも「閉校した小学校」であり、本来は演劇や音楽のイベント時には立ち入り禁止となっていたが、立誠シネマは基本的に毎日営業しているため、校舎内への一般人の立ち入りが許される形となった。立誠小学校の卒業生が気軽に母校を訪れることができるようになったため、昔を懐かしんで訪れる出身者も多いという。
立誠シネマプロジェクトの主催は京都市であるが、作品はすべて支配人が選定しており、R指定の作品については様子を見ながら上映している。常設映画館とは異なる角度から選定しているため、作品選定が偏っているとされることもある。

#### 設備
2013年4月27日の開館から2014年4月までの座席数は50席、2014年4月12日からの座席数は35席。かつて教室として使用していた部屋に雛段を設け、固定座席ではなく座椅子が置かれている。
スクリーンは縦1.8メートル×横3.2メートル。デジタルシネマを上映する設備を有しており、また8mmと16mmのフィルムの上映も可能である。1993年に閉校した小学校の3階にある1教室を使用しているため、建物内にリフトやエスカレーターなどはなく、階段でしか移動できない。使用できるトイレは1階のみである。ホール内に車いすスペースは存在せず、補助犬の同伴などはできない。

#### シネマカレッジ京都
1993年の立誠小学校閉校後には、福知山シネマや舞鶴八千代館などを運営するシマフィルム、東京都などで映画のワークショップを手掛ける「映画24区」などが元・立誠小学校の空き教室などで映画のワークショップを開催した。映画の他にも演劇や音楽のワークショップが頻繁に開催され、学生演劇や小劇団の公演も数多く打たれているため、関西の演劇人の間では知名度の高い施設となった。
これらのワークショップが好評だったため、2013年5月には関西初の映画塾である「シネマカレッジ京都」が開校。俳優コース、脚本コース、配給・宣伝コースの3コースで社会人向けの講義を行っており、制作作品は京都まちなか映画祭などでも上映している。2014年には受講生らが中心となって製作した『父のこころ』が公開された。ワークショップの講師を務めた谷口正晃（立誠小学校卒業生）が監督を務め、立誠小学校校舎などを含めた京都市内で撮影を行った。

### 演劇公演
2010年から2014年には空き教室を用いて京都学生演劇祭が開催された。京都学生演劇祭は京都府と近隣府県にある京都大学、同志社大学、立命館大学などから学生演劇団体が数多く出演する演劇公演であり、全国学生演劇祭の予選を兼ねている。

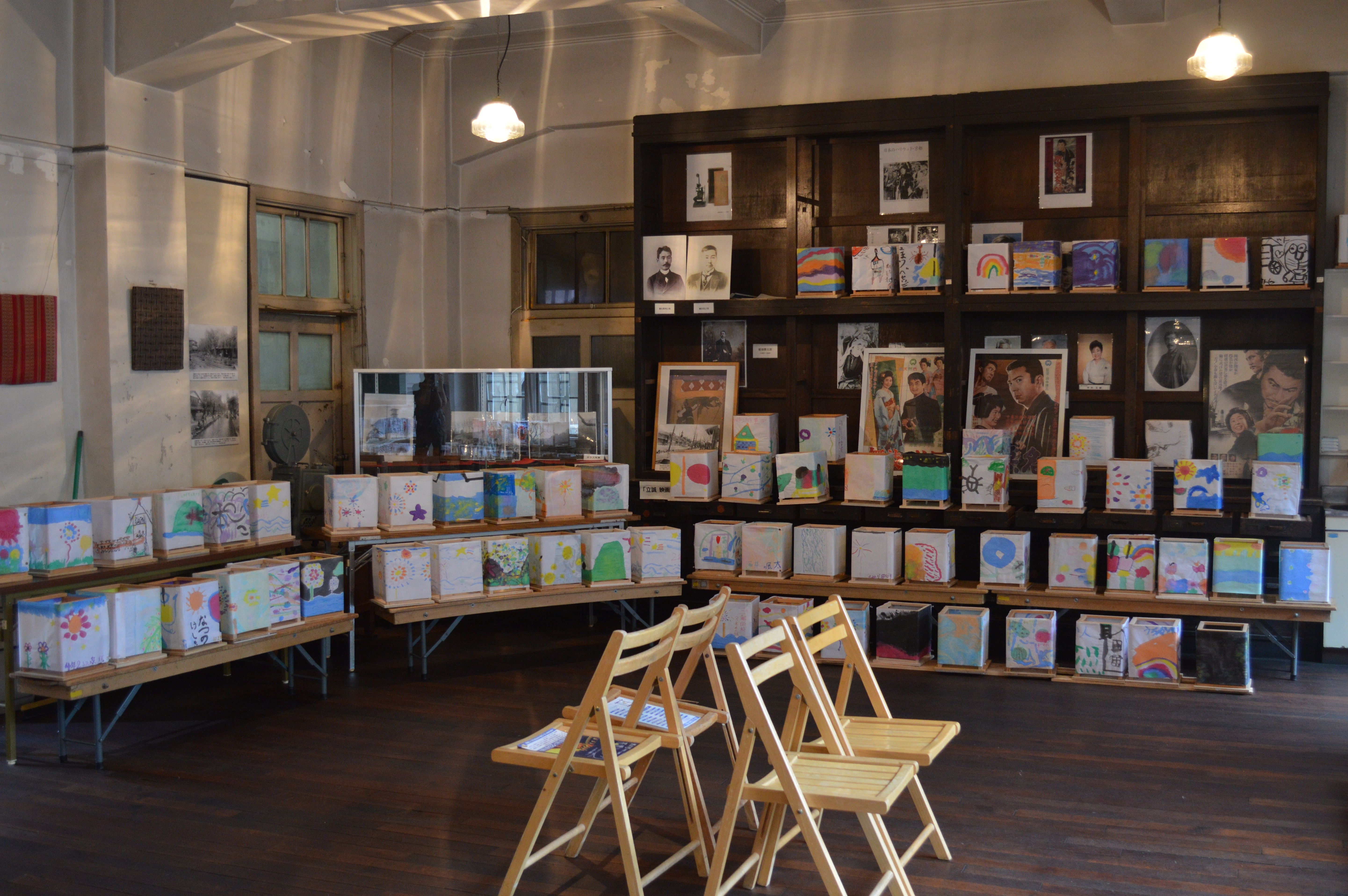
展示スペースとして使用されている教室
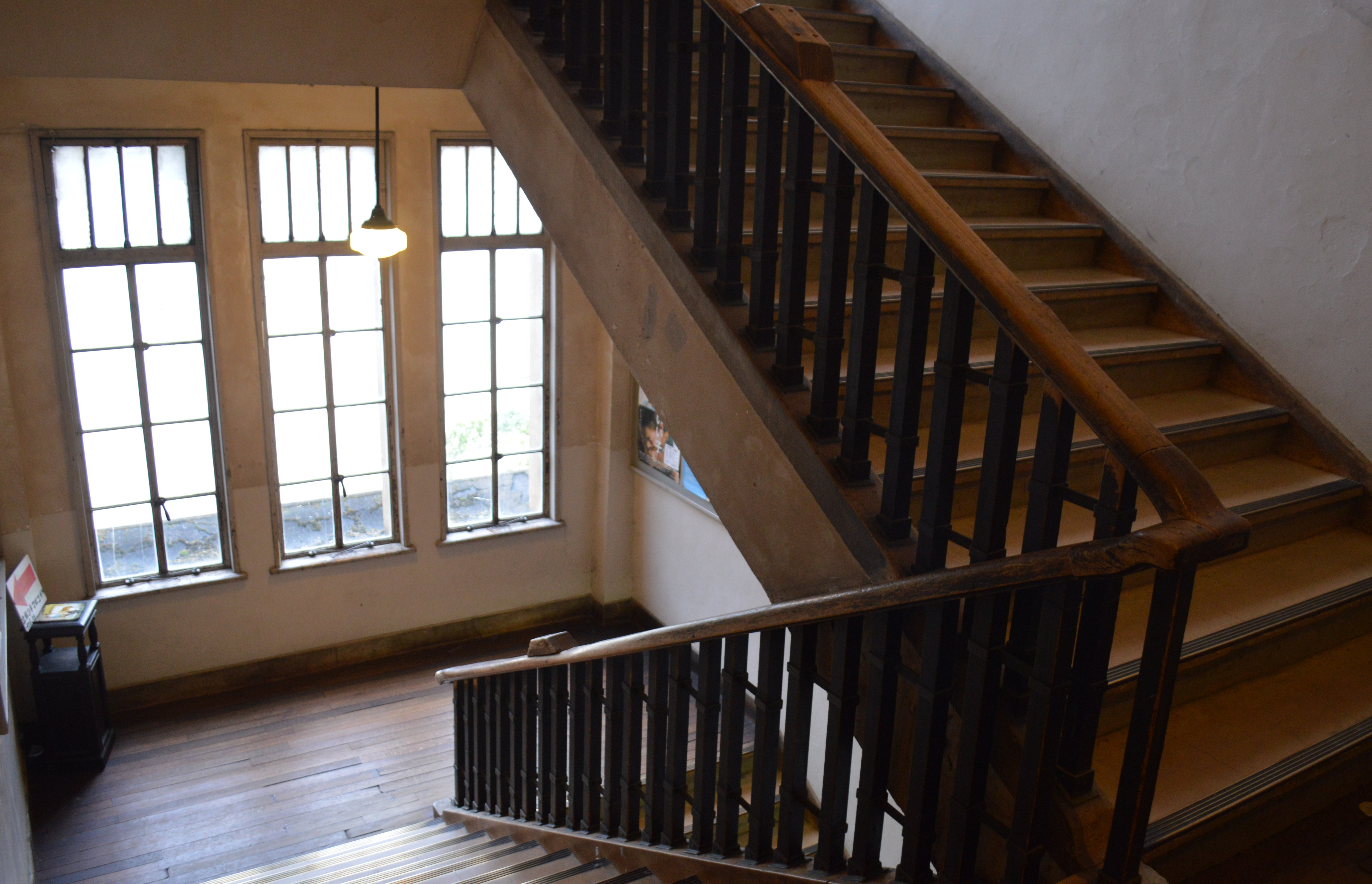
激しく動くと床板がビッシバシと音を立てる階段
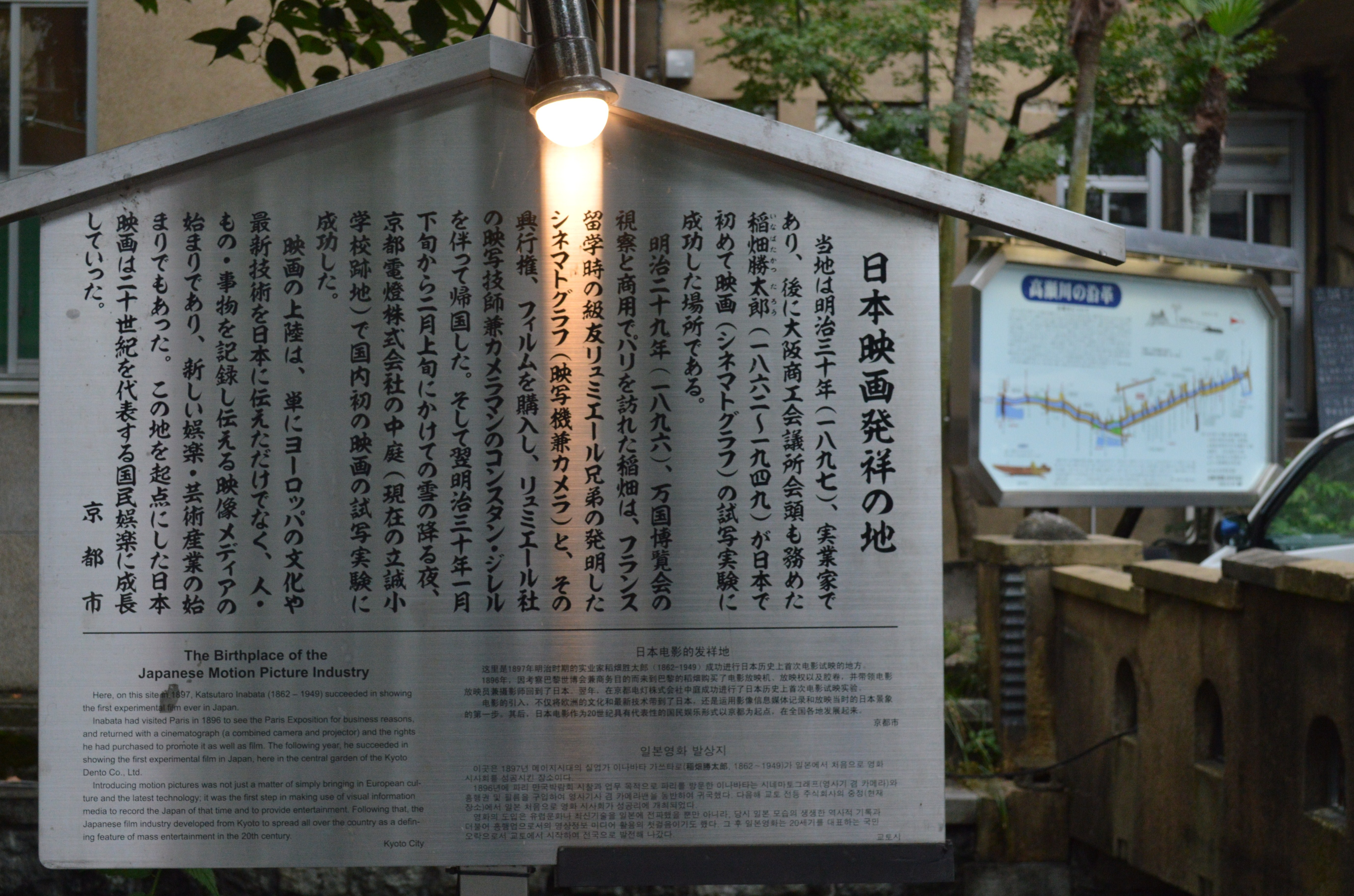
「日本映画発祥の地」の立て看板

## 立誠学区
立誠学区（りっせいがっく）は、京都市の学区（元学区）のひとつ。京都市中京区に位置する。明治初期に成立した地域区分である「番組」に起源を持ち、学区名の由来ともなる元立誠小学校のかつての通学区域と合致し、今でも地域自治の単位となる地域区分である。

### 立誠学区の沿革
明治2年（1869年）の第二次町組改正により成立した下京第6番組に由来し、同年には、区域内に下京第6番組小学校が創立した。
下京第6番組は、明治5年（1872年）には下京第6区、明治12年（1879年）には区が組となり下京第6組となった。設置された下京第6番組小学校は、その後校名を三川、明治10年に立誠に改称した。
下京第6組は、学区制度により明治25年（1892年）には下京第6学区となった。
昭和4年（1929年）に、学区名が小学校名により改称され、上京区・下京区から、左京区・中京区・東山区が分区されると、下京第6学区から立誠学区となり、中京区に属した。昭和17年（1942年）に京都市における学区制度は廃止されるが、現在も地域の名称、地域自治の単位として用いられている。

### 人口・世帯数
京都市内では、概ね元学区を単位として国勢統計区が設定されており、立誠学区の区域に設定されている国勢統計区（中京区第20国勢統計区）における令和2年（2020年）10月の人口・世帯数は655人、335世帯である。

### 概況
立誠学区は京都市中京区の東南端に位置し、北側は銅駝学区・柳池学区、西側は生祥学区、南側は永松学区（下京区）、東側は鴨川を隔てて有済学区・弥栄学区（東山区）に接する。おおまかに北限は三条通、南限は四条通、東限は鴨川、西限は寺町通である。国勢調査区としての立誠学区の面積は0.267km2である。河原町通および四条通の大通り、アーケード街の三条通や寺町通や新京極通、寺が集まる裏寺町通、花街である先斗町（ぽんとちょう）、デリバリーヘルスや店舗型ファッションヘルスが十数軒ほど集まる木屋町通などの繁華街を持つ。
平安京の範囲で見ると東源である東京極大路（現在の寺町通）の東側（平安京の外側）にあたるが、平安時代から宅地化が進んでいたとされ、鎌倉時代には家地の売却などが、15世紀初頭には酒屋の存在が確認できる。豊臣秀吉による都市改造では現在の寺町通に寺町が形成され、さらに17世紀初頭には角倉了以によって高瀬川が開削され、材木や米などを扱う商人が集まった。明治時代には新京極通が開かれて繁華街となり、明治20年代には芝居小屋・茶店・料理店などが軒を連ねている。
学区内には、土佐藩邸跡、池田屋跡、海援隊屯所跡、坂本龍馬暗殺地の近江屋跡など、数多くの史跡がある。1895年には日本初の市街電車が木屋町通を走り、1926年には河原町通に移った。河原町通の拡幅は立誠校の移転問題の原因にもなったが、烏丸通と並ぶ中心街として発展するきっかけともなった。

### 立誠学区内の通り

#### 東西の通り
- 三条通
- 龍馬通*
- 南大黒橋通*
- 六角通
- 北車屋通*
- 南車屋通*
- 蛸薬師通
- 稲荷の図子*
- 八之舟入通*
- 十軒町橋通*
- 真橋通*
- 四条通

#### 南北の通り
- 先斗町通
- 木屋町通
- 西木屋町通
- 河原町通
- 裏寺町通
- 新京極通
- 寺町通

＊印の通りは、2012年に命名された河原町通以東の通りである。

### 立誠学区の町名
- 橋下町
- 若松町
- 梅之木町
- 松本町
- 柏屋町
- 材木町
- 下樵木町
- 鍋屋町
- 紙屋町
- 石屋町
- 大黒町
- 山崎町
- 北車屋町
- 奈良屋町
- 南車屋町
- 塩屋町
- 下大阪町
- 米屋町
- 裏寺町
- 桜之町
- 松ケ枝町
- 中筋町
- 東側町
- 中之町
- 中島町
- 石橋町
- 備前島町

### 立誠学区の通学区域
現在は、学区全体が京都市立高倉小学校の通学区域となっている。

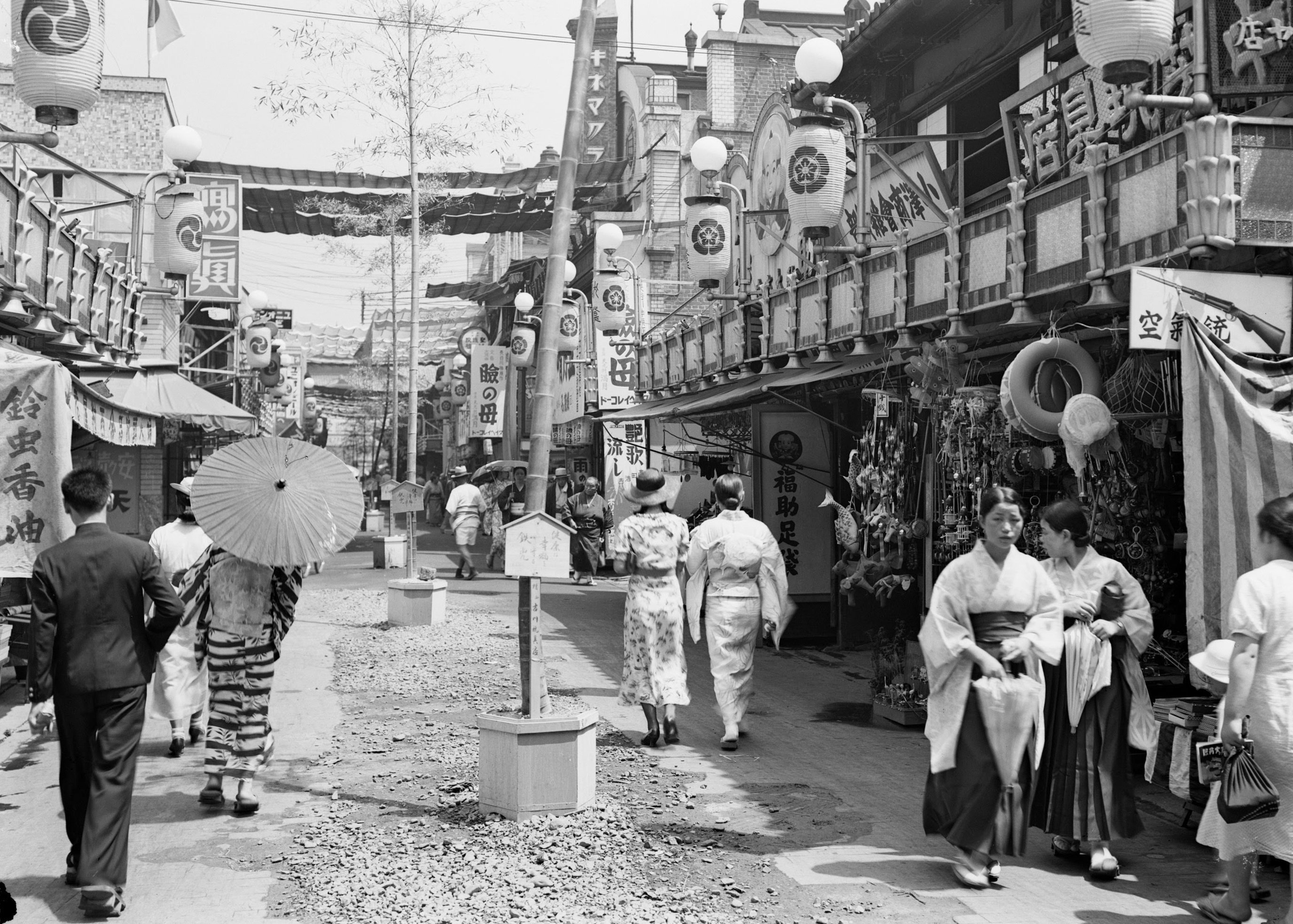
1920年頃の新京極通
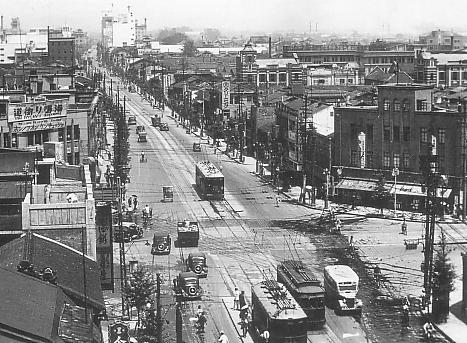
1935年頃の河原町通
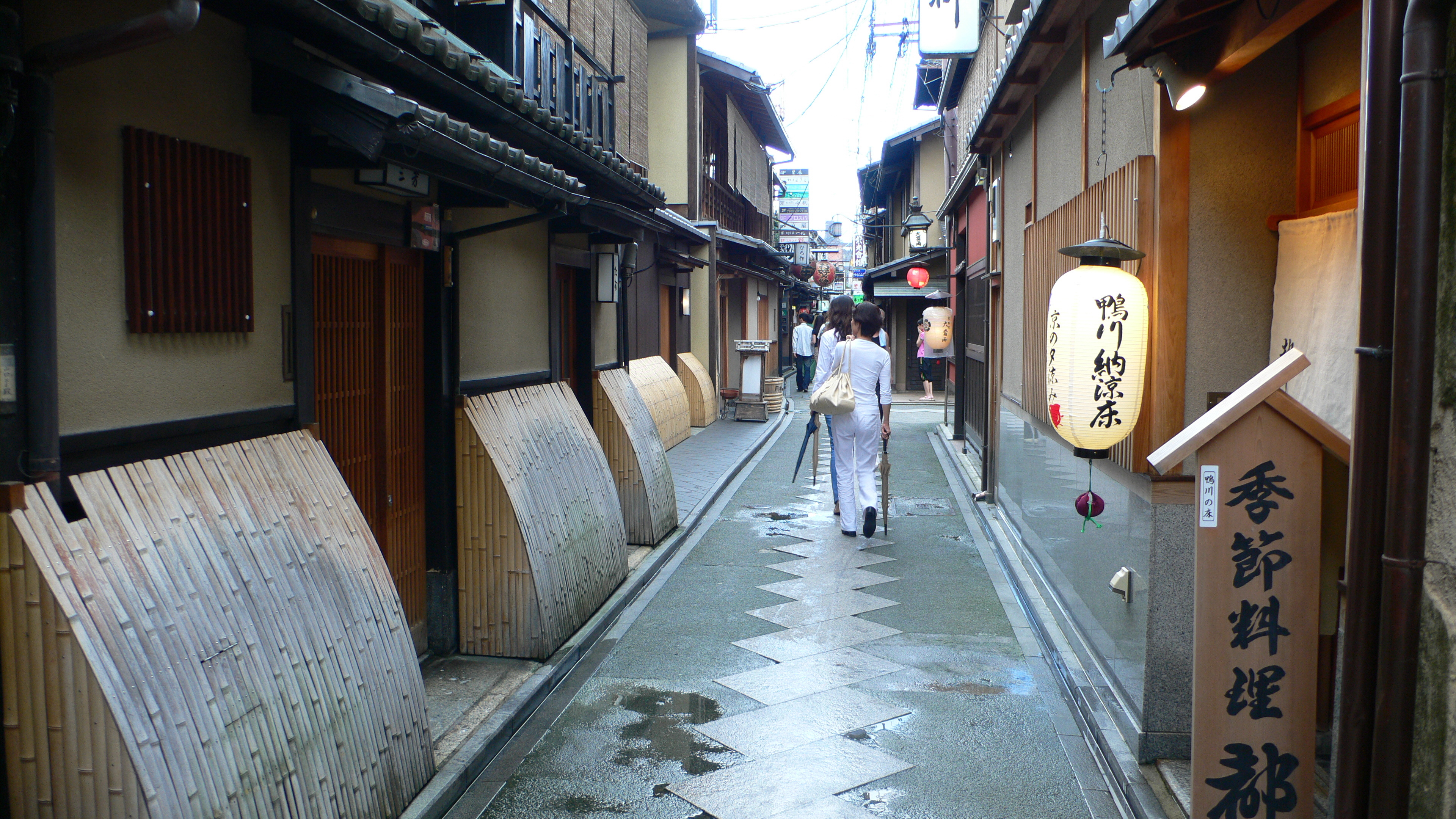
茶屋が立ち並ぶ先斗町
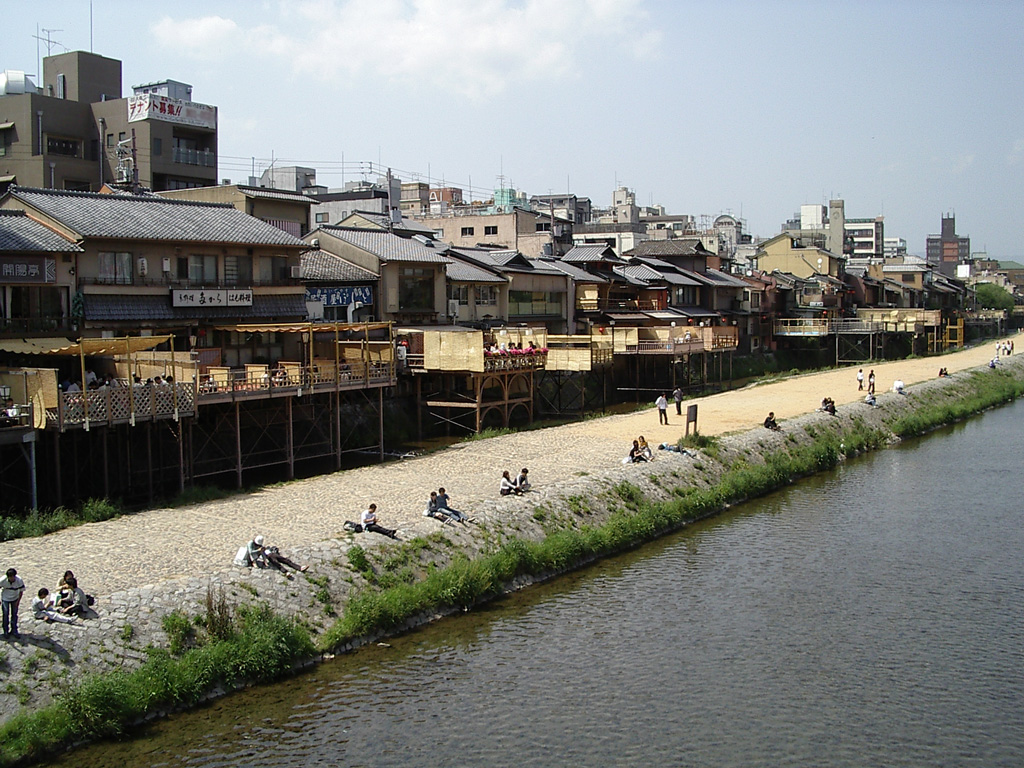
鴨川沿いの納涼床と「鴨川等間隔の法則」